# Masochisme
Le masochisme est la recherche d'un plaisir dans la douleur. À l'origine, cette recherche est liée à des pratiques à caractère sexuel. Par extension, les conduites masochistes sont le fait de personnes qui recherchent la souffrance et l'humiliation, et/ou qui s'y complaisent.
Le terme « masochisme », forgé par le psychiatre Krafft-Ebing, dérive du nom de l'écrivain allemand Leopold von Sacher-Masoch.

## Origines du terme «masochisme»

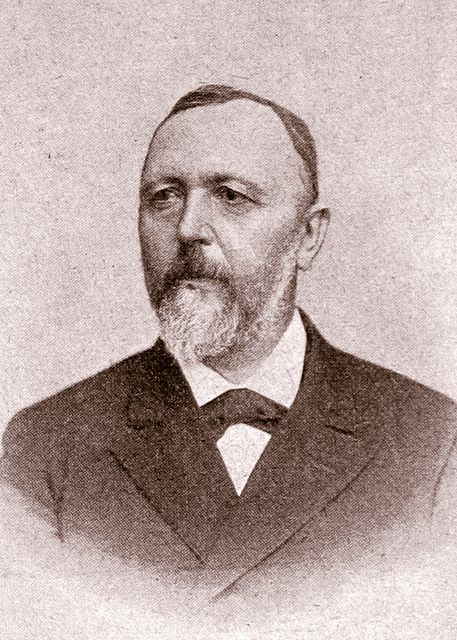
Richard von Krafft-Ebing.

Le masochisme a été identifié en tant que perversion sexuelle au XIXe siècle par le psychiatre Richard von Krafft-Ebing qui l'apparente au sadisme. Sigmund Freud confirmera les termes sadisme et masochisme comme étant un couple de contraires, d'où une complémentarité des notions avec le terme sadomasochisme. Pour Krafft-Ebing, le « masochisme » comme symptôme est une pathologie.
D'un point de vue critique, l'essayiste Régis Michel parle aujourd'hui de « l'invention du masochiste » considéré comme « un psychopathe au féminin » par Krafft-Ebing qui « change Leopold von Sacher-Masoch en criminel  du sexe pour avoir commis le pire des crimes : renier le primat du phallus (le privilège de la virilité) ». D'après Régis Michel, Krafft-Ebing, « docte inventeur de perversions en tout genre », fait de Sacher-Masoch « un pervers, c'est-à-dire un exclu, un réprouvé ». Dans Psychopathia sexualis, Krafft-Ebing décrit en effet le masochisme comme « monstrueux ».

## À l'origine du mot «masochisme»: Leopold von Sacher-Masoch

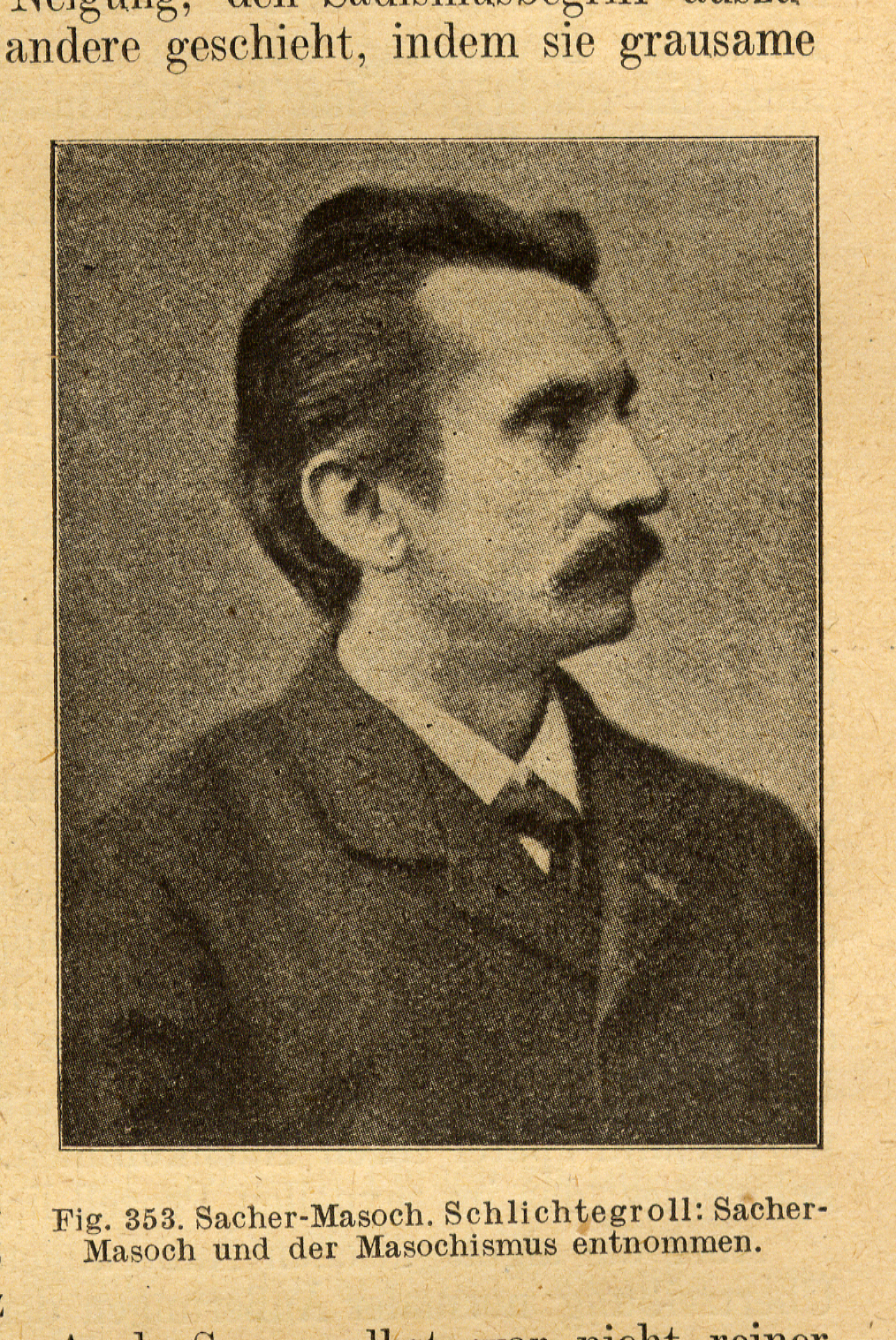
Leopold von Sacher-Masoch

Dans le roman La Vénus à la fourrure, autobiographie romancée, Leopold von Sacher-Masoch présente son programme. Il veut absolument réaliser ce qu'il a écrit dans la Vénus. Sacher-Masoch n'a cessé de manipuler ses compagnes, et notamment Wanda von Sacher-Masoch, afin qu'elles incarnent le rôle de la Vénus à la fourrure.
Dans La Vénus, il ne laisse pas parler la femme. C'est un pur reflet de ses fantasmes. La femme n'existe pas. C'est pour cela que lorsque le voyage dans l'imaginaire se termine, et qu'il retourne au réel, la femme est descendue du piédestal sur lequel Masoch l'avait élevée. La misogynie est explicite. Alors qu'il a toujours rêvé que Wanda se prostitue selon un rite sacré, à la fin du roman, lorsqu'il perd Wanda, il traite les prostituées sacrées de Bénarès ainsi : « j'ai été un âne et j'ai fait de moi l'esclave d'une femme, comprends-tu ? D'où la morale de l'histoire : qui se laisse fouetter mérite d'être fouetté... Mais, comme tu vois j'ai bien supporté les coups, le brouillard rose suprasensuel de mon imagination s'est dissipé et personne ne pourra plus me faire prendre les guenons sacrées de Bénares ou le coq de Platon pour l'image de Dieu. » 
Le voyage mystique est fini ; à ce sujet Gilles Deleuze reprend Theodor Reik : « la magie de la scène masochiste s'évanouit », parce que le sujet a cru voir dans la femme prête à le frapper quelque chose qui lui rappelait le Père. Gilles Deleuze poursuit : « C'est semblable à la Vénus en moins fort ».
Wanda dans Confession de ma vie confirme à quel point elle fut manipulée pour incarner le personnage masochien. Gilles Deleuze écrit : « Elle sera sa compagne à la fois docile, exigeante et dépassée. »
Gilles Deleuze, toujours dans sa présentation de Masoch, explique : « Il faut que le masochiste forme la femme despote. Il faut qu'il la persuade, et la fasse "signer". Il est essentiellement éducateur ». Pour Deleuze, « Ce pourquoi Masoch fut un auteur non pas maudit, mais fêté et honoré », c'est que « même la part inaliénable du masochisme en lui ne manqua pas de paraître une expression du folklore slave et de l'âme petiterussienne. Le Tourgueniev de la Petite-Russie, disait-on. Ce serait aussi bien une Comtesse de Ségur ».
Emmanuel Dazin dit que « chez Masoch, la dominatrice affublée selon les désirs de l’esclave, les caractères qu’il lui attribue, est très vite stéréotypée. » Et il ajoute : « Elle peut aller jusqu’à ressembler à une poupée, entre les mains de sa "victime" manipulatrice. »
Daniel Leuwers a préfacé une Vénus à la Fourrure en livre de poche : « Le masochiste cherche à conditionner l'attitude de la femme en vue de la faire participer à un jeu dont il entend assumer seul la direction. Il s'agit de donner à la femme l'illusion du pouvoir alors qu'elle est sous le joug insidieux de l'homme qui la force à le battre ».
Masoch reconnaît : « si une telle femme était dans ma vie, elle ne serait pas dans mes livres ».
« Chez Sacher-Masoch, l’esclave éduque le maître. Le contrat est d’abord un contrat d’apprentissage. La violence permet la rédemption et le vice y est, comme dirait Cioran, "une envolée de la chair hors de sa fatalité, opine Roland Jaccard, Gilles Deleuze évoque des lignes de fuite. Pour lui, « fuir ce n'est pas fuir la vie, mais trouver une arme », et il existe une différence entre le traitre et le tricheur. Le traitre peut-être un traitre à l'ordre établi sans être un tricheur. « L'histoire de Caïn, c'est la ligne de fuite de Caïn. (...) C'est l'histoire de Jonas : le prophète reconnaît à ceci qu'il prend la direction opposée à celle que Dieu lui ordonne, et par là réalise le commandement de Dieu, mieux que s'il avait obéi. (...) La fuite peut se faire sur place, c'est le voyage immobile. (...) Une fuite c'est une espèce de délire. Délirer c'est exactement sortir du sillon comme déconner, etc. (...) C'est être outsider. La ligne de fuite c'est lorsque le masochiste se construit un corps-sans-organes. »

## Scène primitive dans le masochisme
Certains auteurs, tels Jean-Jacques Rousseau et Leopold von Sacher-Masoch, ont rapporté dans des textes à caractère autobiographique l'existence d'une « scène primitive » où ils voient l'origine de leur masochisme. Richard von Krafft-Ebing, dans sa Psychopathia sexualis où il forge le terme de « masochisme », relève ces descriptions et Paul-Laurent Assoun estime  que « l'examen de la  scène originaire masochiste dans les récits fondateurs, de Jean-Jacques Rousseau à Sacher-Masoch, permet d'interroger ce qui se joue dans les coulisses »,.
Krafft-Ebing relève le premier que la « scène de la fessée » dans les Confessions de  Rousseau est une scène originaire masochiste. Rousseau y rapporte avoir trouvé dans la fessée de Mlle Lambercier, reçue quand il avait huit ans, « un mélange de sensualité qui m'avait laissé plus de désir que de crainte de l'éprouver derechef par la même main », notant que s'y « mêlait sans doute [...] quelque instinct précoce du sexe » et affirme que « ce châtiment d'enfant, reçu à huit ans par la main d'une fille de trente, a décidé de mes goûts, de mes désirs, de mes passions, de moi pour le reste de ma vie ». Cette confession est également relevée par Paul-Laurent Assoun qui y voit « surgir la scène originaire ». En revanche, Philippe Lejeune met en garde contre une lecture univoque de cette scène au détriment de sa complexité et de sa dimension symbolique : « il faut traiter le récit de la fessée comme une sorte de mythe, plutôt que comme un récit anecdotique et matériellement exact. Il est bien évident que ce n'est pas parce qu'il a reçu une fessée à l'âge de huit ans que Jean-Jacques est devenu masochiste ».
De son côté, Leopold von Sacher-Masoch évoque également une scène d'enfance qui serait à l'origine de son masochisme, en se référant, comme le souligne Daniel Grojnowski; à la scène originaire rousseauiste. Sa propre « scène primitive » est celle au cours de laquelle la « tante Zenobie » fouette Masoch enfant qui l'a espionnée alors qu'elle fouettait son mari : « en un clin d'œil elle m'eut étendu sur le tapis; puis, me tenant par les cheveux de la main gauche, et posant un genoux sur les épaules, elle se mit à me fouetter vigoureusement. Je serrais les dents de toutes mes forces; malgré tout, les larmes me montèrent aux yeux. Mais il faut bien le reconnaître, tout en me tordant sous les coups cruels de la belle femme, j'éprouvais une sorte de jouissance ». Pour Paul-Laurent Assoun, « ç'aura été le service rendu par cette tante Zénobie de réaliser l'attente primitive et de confirmer l'espoir et la crainte, tant le masochiste espère le pire qu'il craint ». Selon lui, « tout se passe comme si le héros avait eu, à l'origine,  si peur qu'il a décidé de mettre en scène le traumatisme et de le retraverser sans cesse à nouveau ».
« La mort de Sardanapale est une version babylonienne de la scène primitive. Rien ne manque de ce qui en constitue les ingrédients, surtout pas la composante sadique : toute pénétration est un meurtre. (…) L’Éthiopien, à lui seul – qui tire le cheval –, condense les représentants de la castration : il est noir, esclave et eunuque. (…) La sauvagerie « bouleversante » de la scène fait que le perspectiviste a bien du mal à s’y retrouver. (…) Scène d’où naît le sexuel, la scène primitive est une scène sens dessus dessous. (…) Si vous voulez en savoir plus sur la féminité, écrivait Freud, adressez-vous aux poètes. Pour en savoir plus sur le fantasme de scène originaire, adressons-nous à Delacroix ; plus exactement, regardons ce que sa peinture nous adresse... »,

Simon Legree et l'oncle Tom.

Sigmund Freud, portant sur les premiers souvenirs de sa vie sexuelle, l’enfant aurait assisté à la fustigation d’un enfant par le maître. Plus tard, les patients de Sigmund Freud trouveraient de nouvelles stimulations dans la lecture de livres pour la jeunesse, comme ceux de la collection de la Bibliothèque rose, tels que La Case de l’oncle Tom ou des ouvrages analogues. Tous eurent accès aux mêmes livres accessibles à la jeunesse dans le contenu desquels les fantasmes de fustigation allaient se chercher de nouvelles stimulations et il cite spécifiquement La case de l’oncle Tom
Or, le père de Sacher-Masoch est commissaire, enfant il passe ses premières années dans la préfecture de police, lieu privilégié pour les mises en scène soldatesques et les déguisements. 
Dans cette maison de police qui fut la maison de son enfance, il voit depuis sa fenêtre des vagabonds, des criminels enchaînés, des « prostituées ricanantes et fardées ». 
Au journaliste français Victor Tissot, il déclare : « Ma jeunesse s'est écoulée au milieu des gendarmes, des soldats et des conspirateurs. Chaque jour on administrait la schlague sous les fenêtres de la maison de mon enfance , ».

## Le masochisme en psychanalyse et commentaires

### Psychanalyse

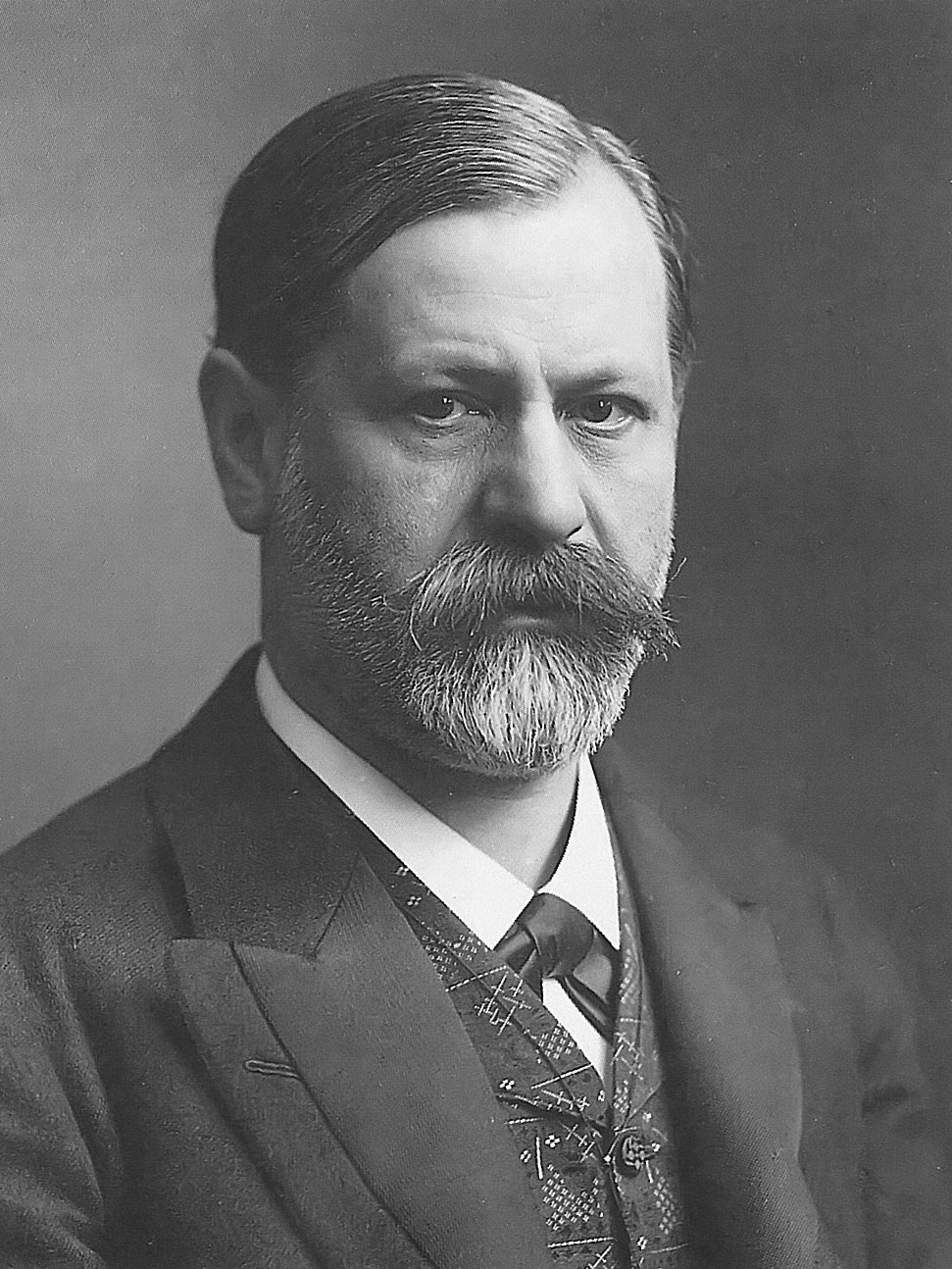
Sigmund Freud vers 1905

#### Freud

##### Le couple «sadomasochiste»
Dans les Trois essais sur la théorie sexuelle (1905), Sigmund Freud étend l'acception initiale psychiatrique du terme « masochisme » au-delà de la perversion décrite par les sexologues. Il établit un parallèle entre le sadisme et le masochisme  dans Pulsions et destins des pulsions (1915), où il considère le masochisme comme un sadisme retourné. L'élaboration par Freud de la notion plus proprement psychanalytique de « sado-masochisme » est liée à la première théorie des pulsions.

##### Le «masochisme» chez Freud
C'est à partir de 1924, avec Le problème économique du masochisme (1924), que se met en place véritablement chez Freud son concept de masochisme liée à la seconde théorie des pulsions, quand est introduite la pulsion de mort  dans le cadre de la deuxième topique freudienne. S'intéressant à sa genèse, Freud fit du masochisme le fruit de la rencontre entre la libido et la pulsion de mort. Alors que la première détourne en partie la seconde pour la diriger vers le monde extérieur, une partie de la pulsion de mort reste tournée contre le moi, et se trouve alors « liée libidinalement », donnant naissance au « masochisme primaire, érogène ».
Freud distingue  alors trois sortes de masochisme:
1. Le masochisme érogène, forme d'excitation sexuelle.
2. Le masochisme féminin, qu'il définit comme étant lié au fonctionnement psychologique de la femme. Le « masochisme féminin » est aussi celui de l'homme devenu « féminin » parce que castré symboliquement face au phallus fantasmé de la mère. Freud écrit: « Mais si l'on a l'occasion d'étudier des cas dans lesquels les fantasmes ont connu une élaboration particulièrement riche, on découvre facilement qu'ils placent la personne dans une position caractéristique de la féminité et donc qu'ils signifient être castrés, subir le coït, ou accoucher. C'est pour cette raison que j'ai nommé, pour ainsi dire a posteriori masochisme féminin cette forme de masochisme dont tant d'éléments, pourtant, renvoient à la vie infantile[37]. »
3. Le masochisme moral : Il a abandonné la libido pour vivre son masochisme dans la vie ordinaire. Il est celui qui, dans la vie de tous les jours, « tend toujours la joue quand il a la perspective de recevoir une gifle[37] ».

Pour Freud, « il est d'ailleurs rare que les tortures masochistes produisent la même impression de sérieux que les cruautés - fantasmées ou mises en scène - du sadisme ».
Dans le chapitre : Un enfant est battu, Freud parle des premiers fantasmes de l’enfant qui se situeraient dès la cinquième ou sixième année. L’enfant ayant assisté à l’école à la fustigation d’autres enfants  par le maître. Plus tard dit-il, les enfants trouveraient de nouvelles stimulations à la lecture des livres accessibles à la jeunesse tels que la collection de la bibliothèque rose, la case de l’oncle Tom, ou les ouvrages du même genre.

##### Masochisme et pulsions de mort
Plus tard, dans Malaise dans la civilisation (1930), Freud semble revenir à une conception du masochisme comme  « pendant » du sadisme avec la notion de « pulsion de destruction » comprise comme « pulsion de mort » retournée vers l'extérieur, mais dans le contexte dorénavant de la deuxième théorie freudienne des pulsions : dans l'alliage entre « l'aspiration à l'amour et la pulsion de destruction », un « masochisme » devenu alors « masochisme secondaire » par rapport au « masochisme primaire » se retournerait vers l'intérieur sur la personne propre (« autodestruction »), tandis qu'un masochisme lié à la « pulsion de mort » se muerait en « pulsion d'agression ou de destruction » projetée vers l'extérieur. Ainsi Freud écrit-il en 1930 : « dans le sadisme et le masochisme, nous avons toujours eu devant les yeux, fortement alliées à l'érotisme, ces manifestations de la pulsion de destruction orientée vers l'extérieur et vers l'intérieur ».

#### Autres auteurs psychanalystes

##### Sur le masochisme
Theodor Reik
Dans une approche tout d'abord purement observatrice, Theodor Reik énumère quatre traits caractéristiques manifestant la psychologie masochiste :
1. La signification de la  « fantaisie » chez Reik[43], c'est-à-dire la forme du (le fantasme vécu pour lui-même, ou la scène rêvée, dramatisée, ritualisée, sans l'appréciation psychologique de ces fantaisies le Masochisme ne peut pas être expliqué.]
2. Le facteur suspensif[44] (l’attente, le retard, exprime la manière dont l'angoisse agit sur la tension sexuelle et l'empêche de croître jusqu'à l'orgasme) ;
3. Le trait démonstratif[45], ou plutôt persuasif (par lequel le masochiste exhibe la souffrance, la gêne et l'humiliation)[46] ;
4. Le facteur provocateur[47] (le masochiste réclame agressivement la punition comme ce qui résout l'angoisse et lui donne le plaisir défendu). D'où la fascination du masochiste pour le sadique. Selon Theodor Reik « le masochiste envoie le sadique en éclaireur ».

Sur la question des causes, Reik fait naître le masochisme d'un sentiment de culpabilité inconscient, lequel occasionne chez le sujet une « blessure narcissique ». Il dit que « la profondeur du problème du masochisme nous fait accepter la vérité et la plaisanterie du skieur : L'homme est un animal masochiste ».
Theodor Reik emploie le terme de masochisme social pour analyser le masochisme moral décrit par Freud. Selon lui, « le masochisme est une tendance instinctive commune en tant que possibilité et réalisation à tous les êtres humains, et ne devient pathologique qu'en dépassant certaines limites et en adoptant une nature qui exclut presque toutes les autres directions de l'instinct. »
Theodor Reik cite W.Stekel et Wilhelm Reich. L’exemple fourni est : « son patron rentre dans la chambre où il se trouve et, revolver en main, donne au rêveur l’ordre de copuler avec sa femme (celle du patron). Cela semble être un exemple parfait de la catégorie : plaisir sans responsabilité (...). » La dominatrice est celle qui prend le rôle du patron. Armée d’un fouet, usant de paroles dures, de menaces, de chantage, humiliant son sujet. Elle oblige son sujet à prendre le plaisir défendu et elle endosse la faute.
Jacques Lacan
La question du masochisme a intéressé Lacan qui a notamment essayé de montrer qu'en devenant volontairement objet le masochiste voulait provoquer l'angoisse de l'Autre, qui n'est pas réductible au partenaire, comme le signale Roland Chemama. Il y a en ce sens une inclinaison au masochisme chez tout sujet dans la mesure où l'Autre auquel nous adressons la question du sens de notre existence ne nous apporte nulle réponse mais où la souffrance donne le sentiment d'exister à ses yeux. Un lien est ainsi fait entre tout sujet et la perversion mais cela rejoint le rapport fait par Freud entre masochisme moral et masochisme pervers.
Lacan poursuit cette idée en vue d'éclairer ce qu'il en est du sujet aussi bien que de l'objet a. Pour le sujet, il reprend le fantasme « un enfant est battu » et montre que dans le premier temps de ce fantasme, le sujet voit qu'être sujet implique la possibilité d'être rayé, annulé, ce que Lacan appelle le « sujet barré » qui tient les signifiants qui le structurent de l'Autre. Pour l'objet ou l'objet a, il donne deux formes : premièrement, le masochiste se fait « objet déchet » qui se fait maltraiter par plaisir ; deuxièmement, le masochiste, dans le champ de la jouissance, a un rapport particulier à la voix, celle du maître auquel il se soumet et dont lui se prive mais pour tout sujet, notamment névrosé, le fantasme, conscient ou inconscient, le met en une telle position d'objet.
Jean Laplanche
Dans un entretien entre Jean Laplanche et Jacques André, Laplanche précise : « je n'ai jamais parlé d'une position originaire du sadomasochisme. J'ai parlé d'une position originaire du masochisme. Il peut y avoir masochisme sans sadisme »: l'emploi par Jean Laplanche du mot « originaire » sur lequel il insiste en 2000 est en effet à resituer par rapport à des travaux antérieurs du psychanalyste comme son texte intitulé « La position originaire du masochisme dans le champ de la pulsion sexuelle ».
Benno Rosenberg
Selon Benno Rosenberg, il y a deux masochismes :
1. Le masochisme mortifère
2. Le masochisme gardien de la vie

Selon lui, il n'y aurait pas de théorie possible du masochisme sans la pulsion de mort. Cependant dit-il : « le masochiste érotise et lie la destructivité issue de la pulsion de mort, la rendant ainsi supportable et, dans certaines conditions en limitant sa dangerosité. C'est ainsi que le masochisme devient gardien de la vie psychique. » Le masochisme ne serait donc pas seulement dans une dérivation interne de la pulsion de mort, mais se trouverait au carrefour de la pulsion de vie et de la pulsion de mort. Benno Rosenberg a dédié son travail, Masochisme mortifère et masochisme gardien de la vie, « à ceux, trop nombreux, qui ont subi, pendant la Deuxième Guerre mondiale, la destructivité et le sadisme de certains ».
Michel de M'Uzan
Dans ses livres Ainsi que dans L'Énigme du masochisme, Michel de M'Uzan évoque la visite d'un patient peu ordinaire. Il s'agit de « M. le Maso ».
M. Le Maso a le corps couvert de tatouages visage excepté, il est entaillé, automutilé, il est couvert d'inscriptions que Michel de M'Uzan consigne dans ses diverses interventions écrites ou orales. Il cite : « Un tatouage postérieur, "Aux rendez-vous des belles queues" latéralement avec une flèche : "Entrée des belles pines" ; devant, en plus des pénis tatoués sur les cuisses, une liste impressionnante : "Je suis une salope". (...) Le sein droit a littéralement disparu, il a été brûlé au fer rouge, traversé par des pointes et arraché. (...) Du plomb fondu a été introduit dans l'ombilic. (...) Des lanières avaient été découpées dans le dos afin que M. Le Maso puisse être suspendu. (...) Des aiguilles de phonographe étaient fichées à l'intérieur des testicules (...) pénis bleu  à la suite d'une injection d'encre de Chine dans un vaisseau (...) ». Michel de M'Uzan conclut qu'il s'agit d'un homme parfaitement bien dans sa peau ne réclamant aucune thérapie. L'homme est intelligent, ouvrier hautement qualifié en électronique. Il voulait juste mieux comprendre. Anne Larue va confirmer : « M. Le Maso n'est pas un analysant mais un homme curieux de savoir si la psychanalyse peut lui fournir des explications sur ce qu'il est. » Elle conclut : « M. Le Maso laisse entendre qu'entre le doux lait qui coule dans les veines du mouton normal, et le malaise douloureux du malade psychique à claquemurer, il existe un sang étrange, celui des êtres libres et forts, âpres et énergiques, qui n'ont pas besoin de thérapie.

##### Sur les formes du masochisme

###### Le masochisme moral ou social, femmes
Pour Theodor Reik, c'est bien le masochisme sexuel qui est la forme primaire, dont les autres sont issues par un détournement. Le masochisme social serait un exutoire du masochisme sexuel, dont il suffit bien souvent à stopper les manifestations dans le comportement. Il décrit le cas de patients alternant entre des phases de masochisme sexuel et de masochisme social, le premier s'effaçant au profit du second avant d'être remis au goût du jour lorsque l'avancement de la thérapie faisait reculer ce dernier. « La situation biologique de la femme, les menstruations, la défloration, la maternité, etc., la dispose au masochisme. »
Aujourd'hui, dans un article de magazine se référant à Reik et Freud, il est dit : « Tout se passe comme si ces personnes étaient leurs pires ennemies. Dans ce qu’elles font et dans ce qu’elles évitent, elles réussissent à gâter leur plaisir et leur travail, se refusant un bonheur mérité, et, dans les cas extrêmes, mettant en danger leur vie même ».
Avec la psychologie individuelle du sentiment d'infériorité d'Alfred Adler, le masochisme pourrait être aussi la réalisation de ce sentiment d'infériorité dans le phénomène humain des « prédictions autoréalisatrices », dont l'exemple biomédical est dans l'effet placebo. Alors, le sujet court d'échec en échec pour confirmer sa foi dans son incapacité ou son infériorité. Il s'agit dans ce cas précis de masochisme social. Plus ou moins corrélé, relatif à la névrose d'échec.
Selon Sacha Nacht, le masochiste social ignore le plus souvent qu'il est masochiste, Il se met en position de subir ses malheurs dans la vie ordinaire. Alors que le masochiste érogène connait presque toujours son état. « Le masochiste moral se distingue du masochiste érogène, il ignore les raisons de son comportement ». Le masochiste social, c'est le « raté chronique » : « Il peut réussir dans sa vie sociale à condition d'échouer dans sa vie amoureuse. (...) Ce sont des êtres qui ne se pardonnent pas de réussir ». Selon Sacha Nacht, « Les civilisations de type masculin ont imposé à la femme une situation de passivité, de soumission et de dépendance », selon Sacha Nacht.
Pour Paul-Laurent Assoun, le masochiste se met en scène en se plaçant dans « la gueule du lion de la castration ». Il est même prêt à y laisser « la peau des fesses », dit-il. et il poursuit, « c'est là qu'il acquiert ses grades de champion. (...) D'être systématiquement perdant ne l'empêche pas, mais plutôt le fonde, en son "mythe individuel" et à se vouloir "magnifique". (...) Il est "déchet royal de l'Autre" (...) Victime triomphante à lui revient la palme du martyr. (...) Et il devient témoin héroïque "de la Passion de la castration" ».

###### Le masochisme érogène
« La satisfaction érotique est recherchée sciemment, le sujet ayant établi consciemment un lien entre la souffrance et la satisfaction qu'elle lui procure. En cela il se distingue du masochiste névrosé (masochisme moral) qui ignore les raisons de son comportement. »
Sacha Nacht relève  au sujet d'une punition subie dans l'enfance: « D'ailleurs si le souvenir - tout au moins conscient - d'une punition érotisée dès l'enfance se retrouve dans l'anamnèse de beaucoup de masochistes.(...) Ce n'est pas un fait d'observation générale.

« Une des origines érogènes de la tendance passive à la cruauté (masochisme) est l’excitation douloureuse de la région fessière, phénomène bien connu depuis Les Confessions de J.J. Rousseau. Les éducateurs en ont déduit avec raison que les châtiments corporels, qui sont généralement appliqués à cette partie du corps, doivent être évités chez tous les enfants qui, subissant les influences de la civilisation, courent le danger de développer leur libido dans des voies collatérales… »

### Commentaires et controverses

#### Gilles Deleuze

##### Deleuze et le «contrat masochiste»
- Pour Gilles Deleuze « Le masochisme ne peut pas se séparer du contrat, mais en même temps qu’il le projette sur la femme dominante, il le pousse à l’extrême, en démonte les rouages et, peut-être, le tourne en dérision[62].Gilles Deleuze reprend les théories de Reik, mais en minimisant le rôle du père par rapport à celui de la mère dans la formation du masochisme. D'autre part, il introduit la notion centrale du « contrat », établissant une distinction forte entre les relations contractuelles instaurées par le masochiste et la violence sadique qu'il rapproche d'une « institution ». Pour le philosophe, la forme du contrat masochiste constitue une cinquième caractéristique à ajouter aux quatre définies par Reik[62].
- « Le contrat masochiste n'exprime pas seulement la nécessité de consentement de la victime, mais le don de persuasion, l'effort pédagogique et juridique par lequel la victime dresse son bourreau[63] ».

Gilles Deleuze questionné par Michel Foucault donne la définition du contenu apparent du mot masochisme et du contrat (association de la douleur et du plaisir sexuel.

##### Sur le «sado-masochisme»
Le philosophe Gilles Deleuze réfute tout lien entre masochisme et sadisme et qualifie le mot sado-masochisme tel qu'il le trouve dans plusieurs textes de Freud de « monstre sémiologique » : « Sado-masochisme est un de ces noms mal fabriqués, monstre sémiologique ». Et il précise en cas de rencontre que « chacun fuit ou périt ».
Gilles Deleuze considère que le sadisme et le masochisme ne sont ni d'absolus contraires, ni complémentaires. Sade, démontre un univers criminel, donc non contractuel. Alors que Sacher-Masoch, lui, est dans le contrat. Ce que décrit Sade, ce n'est pas pour le réaliser, mais pour démontrer la cruauté du monde. Pour démontrer que la nature est mauvaise. Alors que ce qu'écrit Masoch dans la Vénus à la fourrure, c'est ce qu'il veut réaliser. Donc deux mondes différents, deux couples : l’un masochiste dominé qui choisit son bourreau et pactise avec lui. Et, dans le sadisme, un sadique qui torture sa victime et qui en jouit d’autant plus qu’elle n’est pas consentante. Ainsi, Gilles Deleuze nomme le dominant dans l’univers masochiste le (la) Masochisant(e). Cette pensée de Gilles Deleuze est confirmée par d'autres, dont Roland Jaccard : « Sacher Masoch n’est ni le contraire ni le complément de Sade, mais l’initiateur d’un monde à part ».

##### Des psychanalystes sur Deleuze
- En 1967, Jacques Lacan juge comme suit l'analyse de Deleuze dans la présentation du cas de Leopold von Sacher-Masoch : « Incontestablement, le meilleur texte qui ait jamais été écrit. J'entends, le meilleur texte comparé à tout ce qui a été écrit sur ce thème dans la psychanalyse[68]… ».

- Paul-Laurent Assoun, en reprenant les mots du même Jacques Lacan, dit : « Le masochiste met en place un gigantesque trompe-l'œil : il pousse le semblant jusqu'au chiqué - ce qui va au-delà du fameux trait démonstratif de Reik. Mais par ce biais, c'est le réel de la jouissance qu'il exhibe. Ainsi telle est la vérité dénudée de masochisme, au-delà de son déploiement imaginaire, que pour l'affronter, il ne faut pas avoir froid aux yeux[69] ».

- D'autres psychanalystes comme Simone Wiener ou Michel Grangeon font cependant remarquer que Lacan n'endosse pas la totalité des théories de Deleuze. La première rappelle qu'il prend soin de préciser que Deleuze « n’a aucune expérience analytique » et que « en 1969, dans son séminaire D’un Autre à l’autre, Lacan met encore une fois l’accent sur la question de l’objet petit a dans la pulsion sado-masochique »[70] ; Le second affirme que « l’affaire tout compte fait est moins simple qu’il n’y paraît. [...] Avant 1967, mais aussi bien après cette date, Lacan ne traite pas du sadisme sans parler du masochisme. »[71] et que s'il ne voit pas tel Freud le sadisme comme un « retournement »[71] du masochisme, il s'agit cependant selon lui d'une « rotation d’un quart de tour »[71] dans la « bascule de la structure du sadisme à celle du masochisme » et dès lors « il semble donc nécessaire pour clarifier les choses de séparer radicalement la pulsion freudienne de cruauté, qui se dirige contre l’autre et peut se retourner sur soi, à laquelle Lacan demeure fidèle, de la structure quadrique de l’organisation perverse. »[71].

- Dans ses Problématiques I. L'angoisse, Jean Laplanche relève que si la critique de Deleuze porte effectivement, « mais non sans incompréhension », sur l'idée freudienne que sadisme et masochisme « ont une racine commune » et « sont une seule et même perversion », Freud ayant affirmé « qu'un sadique est toujours en même temps un masochiste », ce dernier (Freud) « n'a pas énoncé la proposition converse: qu'un masochiste soit toujours , en même temps, un sadique »[72]. Selon Laplanche, ce qui intéresse surtout Freud quand il essaie « de décrire cette soi-disant […] perversion combinée sado-masochiste », c'est en quoi elle « ne serait peut-être pas autre chose, dans son idée, que la perversion polymorphe de l'enfant »[72].

#### Deleuze et Guattari
Pour Gilles Deleuze le philosophe et Félix Guattari  le psychanalyste et philosophe, le masochiste s'est construit un corps-sans-organes (CsO en abrégé). « Le masochiste se sert de la souffrance comme d’un moyen pour constituer un corps sans organes et dégager un plan de consistance du désir ».
Le « corps sans organe » est un concept développé par les philosophes français Gilles Deleuze et Félix Guattari dans leurs œuvres communes : L'Anti-Œdipe et Mille Plateaux. L'expression de « corps sans organe » a d'abord été formulée par le poète français Antonin Artaud.

« L'homme est malade parce-qu'il est mal construit. Il faut se décider à le mettre à nu pour lui gratter cet animalcule qui le dérange mortellement, dieu et avec dieu ses organes. Car liez moi si vous le voulez, mais il n'y a rien de plus inutile qu'un organe. Lorsque vous lui aurez fait un corps sans organes, alors vous l'aurez délivré de tous ses automatismes et rendu sa véritable liberté. Alors vous apprendrez à danser à l'envers comme dans un délire de bal musette. Et cet envers sera son véritable endroit. »

 « L’organisme n’est pas la vie, il l’emprisonne. »
Dans L'Anti-Œdipe. Capitalisme et schizophrénie, Deleuze et Guattari se sont également intéressés au président Schreber dont les Mémoires ont passionné Freud et Jung.

#### Autres auteurs
Selon Régis Michel, « Freud avoue d'emblée dès le début de son opuscule, qu'il n'y comprend rien. Le masochisme écrit-il est une énigme (...) Pour Régis Michel « Georges Bataille est deleuzien avant l'heure ». Car il refuse l'alliance sadomasochisme, il sait bien que « Sade et Masoch ne font pas la paire, fut-elle freudienne ».
« On est en droit de trouver énigmatique du point de vue économique l'existence de la tendance masochiste dans la vie pulsionnelle des êtres humains. En effet, si le principe de plaisir domine les processus psychiques de telle façon que le but immédiat de ceux-ci soit d'éviter le déplaisir et d'obtenir le plaisir, le masochisme est devenu inintelligible ».

### Exemples

#### Rousseau
Pour Jean-Jacques Rousseau, c'est mademoiselle Lambercier sa maîtresse d'école. « Cette récidive, que j'éloignais sans la craindre, arriva sans qu'il y eût de ma faute, c'est-à-dire de ma volonté, et j'en profitai, je puis dire, en sûreté de conscience. Mais cette seconde fois fut aussi la dernière, car mademoiselle Lambercier, s'étant sans doute aperçue à quelque signe que ce châtiment n'allait pas à son but, déclara qu'elle y renonçait et qu'il la fatiguait trop. Nous avions jusque-là couché dans sa chambre, et même en hiver quelquefois dans son lit. Deux jours après on nous fit coucher dans une autre chambre, et j'eus désormais l'honneur, dont je me serais bien passé, d'être traité par elle en grand garçon. (...) Qui croirait que ce châtiment d'enfant, reçu à huit ans par la main d'une fille de trente, a décidé de mes goûts, de mes désirs, de mes passions, de moi pour le reste de ma vie, et cela précisément dans le sens contraire à ce qui devait s'ensuivre naturellement ? » Rousseau avoue plus loin : « J’ai fait le premier pas et le plus pénible dans le labyrinthe obscur et fangeux de mes confessions ». Quand Jean-Jacques Rousseau s'exhibe devant les lavandières il exhibe « non l'objet obscène, mais l'objet ridicule ».

#### Sacher-Masoch
Pour Sacher-Masoch, il s'agit principalement d'une « scène » dont il fut témoin, puis acteur dans son enfance. Dans son texte Choses vécues : Une scène avec sa tante : « Tout à coup, la comtesse, fière et superbe, dans la grande pelisse de zibeline entra, nous salua et m'embrassa, ce qui me transportait toujours aux cieux ; puis elle s'écria : "Viens, Léopold, tu vas m'aider à enlever ma pelisse." (...) Je ne me le fis pas répéter. Je la suivis... » Ensuite l'auteur raconte comment caché, il a espionné cette tante si fascinante qui trompait son mari. Comment il a assisté à l'humiliation de ce dernier. Puis, comment il fut surpris dans sa cachette par sa tante. Ce qui lui valut une magistrale raclée. Dans ses travaux sur le masochisme, Paul-Laurent Assoun précise que cette « scène primitive », prépare le futur « scénario » masochiste en mettant en scène à nouveau le traumatisme traversé dans l'enfance. Les romans de Sacher-Masoch sont en effet sillonnés de scènes fantasmées où sont présentes les fourrures, les fouets, les femmes qui humilient les hommes.

#### Daniel Paul Schreber
Daniel Paul Schreber est un grand puritain, complètement assujetti au système très répressif de sa société[réf. souhaitée]. Il est président de la cour d'appel, puis de la cour de cassation de Dresde en Allemagne. Nous sommes au XIXe siècle. Le président Schreber a un rêve : vivre en femme. « En appuyant sur cette trame, je suis à même, surtout si je pense en même temps à quelque chose de féminin, de me procurer une sensation voluptueuse correspondant à celle d'une femme » ». Au début Schreber « s'insurge contre ce rêve avec une indignation très virile ». Très vite il va affirmer qu'il obéit à Dieu et qu'il est la femme de Dieu. Dieu voulait qu'il se transforme en femme, afin de sauver le monde. Les rayons du Soleil n'étaient autres que le sperme de Dieu qui allait le féconder. Le président Schreber est enceint de Dieu. Extrait du Jugement qui rendit la liberté à Schreber : « Il se considérait comme appelé à faire le salut du monde et à lui rendre la félicité perdue. Mais il ne le pourrait qu'après avoir été transformé en femme. » L'expertise de 1899 parle de Schreber en ces termes : « Il ne semble actuellement présenter ni confusion, ni inhibition psychique, ni diminution notable de l'intelligence - Il est calme, sa mémoire est excellente, il dispose d'un grand nombre de connaissances, non seulement en matière juridique, mais encore dans beaucoup d'autres domaines ».
Freud et Jung échangent dans leur correspondance au sujet du Président Scheber. L'interprétation freudienne du « cas du Président Schreber » paraît pour la première fois en 1911. Selon Anne Larue, les hommes qui, aujourd'hui, partagent les rêves du président Schreber possèdent des tenues féminines. Ils se travestissent secrètement chez eux. Ou, ils le font avec la complicité d'une dominatrice qui prend pour eux le rôle de la Dieu-esse Ils ne se dessinent plus un derrière féminin. Ils enfilent leur faux derrière, leur faux sexe féminin, leurs faux seins. Ils se maquillent ou ils cachent leurs traits virils derrière des masques. La grande mode est au masque Rubber Doll, sorte de cagoule en latex moulée à l'image d'un visage féminin et maquillée comme le visage d'une poupée ».

## Dans la culture

### Le livre de Job
D'après Ernest Renan : comment penser que Dieu donne l'autorisation à Satan de faire du mal à un homme bon ? Et, lui permet d'agir sur la terre en lui donnant le pouvoir d'agir sur les hommes ? Comment un homme, qui va subir les pires épreuves, les pires châtiments pour des fautes jamais commises. Comment Job non seulement ne va pas renier Dieu. Mais va adorer Dieu plus encore et adorer la haine de Dieu. Adorer le mal, la souffrance que lui inflige Dieu. Comment va-t-il jouir du mal surnaturel ? Tout cela traduit à quel point le Livre de Job est ambigu, équivoque, et met en relief le désir de cruauté. Et l'on ne peut pas aller plus haut dans l'explication de la cruauté de la souffrance Comment Job va adorer Dieu ? Et comment en ayant terriblement mal, Job est en extase, en transe, en état de transcendance.
Pour Paul-Laurent Assoun : « [Job] jouit de lui-même comme un divin déchet ». « Les flèches du Tout-puissant m'ont transpercé. Les terreurs de Dieu sont rangées contre moi. (...) Je crie vers toi et tu ne me réponds pas, je me tiens là, et tu me regardes fixement. » Job selon Assoun est « inconsolable », mais « intarissable », « irréfutable ». Il se campe irrécusable sur sa misère. Puis il s'accuse, Dieu parle : « Où étais-tu lorsque je fondais la terre ? »
Selon René Girard, dans la Route antique des hommes pervers, ouvrage consacré à l'exégèse du livre de Job, les choses sont beaucoup plus simples et crédibles : l'attribution à Job d'un masochisme, accusation faite également à Jésus-Christ voire à tous les chrétiens, serait une idée "psychologisante", qui ne résiste pas à l'analyse proposée par la théorie mimétique. Job est dans son livre un notable, un équivalent de roi sacré, qui jouit d'une bonne popularité avant de se voir déchu par ceux qui l'adoraient, conformément au sort réservé aux rois sacrés en temps de crise (qu'il s'agisse de communautés archaïques ou de l'Œdipe-Roi de Sophocle). Job devient un simple bouc émissaire de persécuteurs tantôt présents (dans les passages où les auteurs ont naïvement ou honnêtement décrit le phénomène émissaire), tantôt absents, qualifiés d'"amis", ou assimilés à un dieu païen violent mélangé à la notion proprement biblique de Dieu (dans les passages où les auteurs ont cherché à cacher la violence de la foule). Les souffrances de Job viendrait ainsi d'une violence infligée par autrui, commises sur un être humain, qui tout naturellement déteste la souffrance, tout en l'acceptant par fidélité (attitude à rapprocher de la notion théologique de l'épreuve). Girard excuse ou explique facilement les lectures fallacieuses (ou plus exactement différentes de la sienne) dans la mesure où le texte est très hybride, écrit et réécrit par une multitude d'auteurs qui ont voulu tantôt accuser, tantôt innocenter Job, en tout cas interpréter une réalité historique bien concrète, très répandue (les religions primaires étant fondées sur le sacrifice de boucs émissaires) quoique très déformée.

### Contes de fées
Griselidis traite de la misogynie, la haine inconsciente des femmes. Le marquis épouse Griselidis, une simple bergère qui vit dans la forêt. Et, dit-il, « il faudrait me jurer que vous n'aurez jamais d'autre volonté que la mienne ». Le Marquis refuse de laisser sortir sa femme, personne ne l’approche. D’ailleurs elle ne demande rien, sinon rester devant ses fourneaux, servir et obéir à son époux. Il la trouve trop belle, trop attirante. Il lui impose sans cesse des épreuves, la dépouille de ses bijoux, lui enlève sa fille et lui dit qu’elle est morte. « Il me choisit comme un enfant qu'il aime / Et s'applique à me corriger. / Aimons donc sa rigueur utilement cruelle, / On n'est heureux qu'autant qu'on a souffert. » Quand leur fille a quinze ans, il renvoie sa femme dans la forêt en lui disant qu’il va épouser cette jeune fille. Vaincu par l’amour absolu de Grisélidis qui accepte tout, il renonce à l’inceste, à la chasse cruelle et à sa défiance envers les femmes. Griselidis supporte toutes les souffrances et humiliations pour gagner le paradis. Aujourd'hui, Griselidis témoigne du masochisme moral.

Dans un article publié par la Europsy, prenant pour référence Bruno Bettelheim, Marc-Alain Descamps écrit : 

« Griselidis traite de la misogynie, la haine inconsciente des femmes, et essaie de montrer comment la racine s’en trouve dans le sado-masochisme anal. Dans la plaine du Pô, s’échappant de dessous ses roseaux, le marquis de Salusses a de sa mère l’image « d’un cruel ennemi » aussi est-il un chasseur sadique-anal. Il n’accepterait qu’une femme qui n’aurait « d’autre volonté que la mienne ». Et justement, il la rencontre dans la forêt, sous forme d’une jeune bergère, Grisélidis, la fille-nature œdipienne qui vit avec son père. Il régresse à l’avidité orale, buvant avec la bouche comme un animal. Elle est masochiste et d’un total attachement. Pour se convaincre qu’une femme peut l’aimer, il lui impose sans cesse des épreuves, la dépouille de ses bijoux, lui enlève sa fille et lui dit qu’elle est morte. »

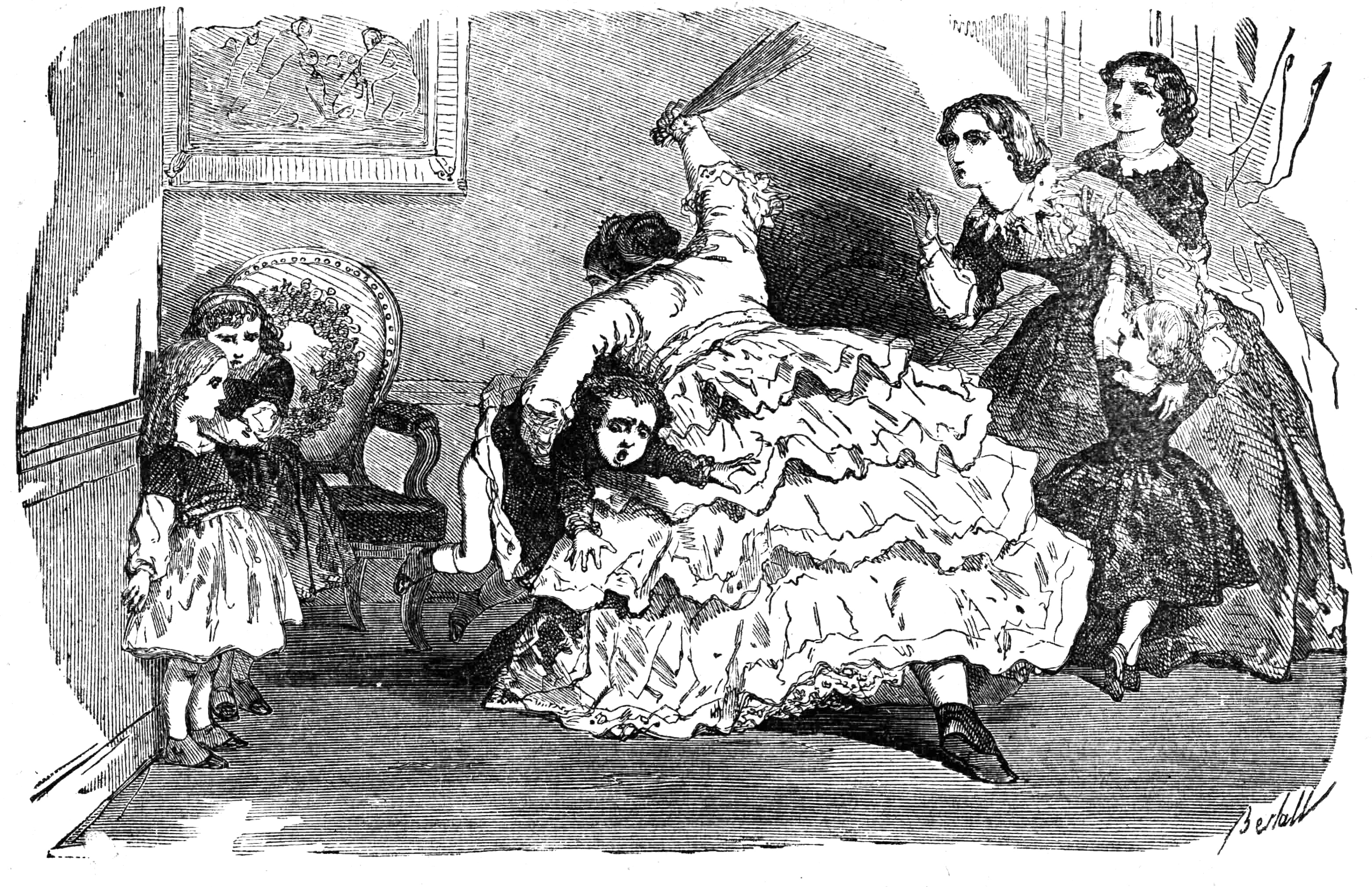
Illustration des Petites Filles modèles.

À propos de la Comtesse de Ségur, dans le chapitre : Un enfant est battu, Freud parle des premiers fantasmes de l’enfant qui se situeraient dès la cinquième ou sixième année. L’enfant ayant assisté à l’école à la fustigation d’autres enfants  par le maître. Plus tard dit-il, les enfants trouveraient de nouvelles stimulations à la lecture des livres accessibles à la jeunesse tels que la collection de la Bibliothèque rose, La Case de l'oncle Tom, ou les ouvrages du même genre.

Anne Larue ne s'y trompe pas, elle nous parle de la littérature enfantine : Fantômette
À partir des années 1960.« Le brigand des brigands s'appelle Le Furet : en face de Fantômette se dresse une autre bête de la nuit, qui passe son temps à la capturer. Délicieusement ligotée, kidnappée, menacée de mort par des méchants d'opérette. Elle triomphe toujours […] », 
Il n'y a pas que Fantômette précise Anne Larue, « il y a Le Club des cinq, série de livres pour enfants parus dès le début des années 1940, et mettant en scène des filles et des garçons en pension, qui se retrouvent pour les vacances et vivent des aventures avec souterrains, baillons et ligotages »

### Le sexe et le sacré
Pour André Pieyre de Mandiargues, « Le masochisme est une expérience mystique ».
Le jeu masochiste lui permet de rentrer dans un autre état de conscience. Et, l'espace d'un moment devenir l'esclave qu'il n'est pas dans la vie réelle, une sorte de saturnales moderne. De même que Clifford Bishop confirme que « la flagellation, ou tout autre procédé semblable est utilisée pour unir l'esprit humain au divin. On peut l'employer aussi pour unir des esprits humains entre eux. En occident l'obsession d'une extase par la douleur est habituellement classé dans le sadisme ou dans le masochisme ».
« Le masochiste sexuel est prêt à acheter son plaisir fugace avec la gêne de la torture et même de sa vie. […] En prévoyant les appréciations futures, sûr des éloges de la postérité, il savoure des extases divines. À un niveau plus élevé, mais relié à celui-ci dans un coin obscur de son âme, le martyr sent comme le masochisme pervers : un moment de paradis n'est pas trop cher payé par la mort. Ils sont tous deux poussés en dernier ressort par l'aspiration du plaisir».

### Jeux
Anne Larue estime que « tous les jeux masochistes ont leur pendant dans les jeux d'enfants. » Pour Michel Onfray : « Les hommes inventent des arrière-mondes. » Et « la religion procède à la pulsion de mort ». Mauvais calcul dit-il : « car deux fois on donne à la mort un tribut qu'il suffit de payer en une fois. » Si le masochiste moral est dans la pulsion de mort, le masochiste érogène est, lui, dans la pulsion de vie, dans « le masochisme gardien de la vie ». Car son masochisme, il ne le vit pas par projection dans un « arrière-monde », mais dans sa vie, sa sexualité. Freud nous dit que pour l'homme « l'adoption de la névrose universelle [la religion] le dispense de la tâche de former une névrose personnelle » Le masochiste préfère sa petite névrose personnelle et s'invente, dans la plupart du temps un dieu vivant à travers son dominant. « Seuls les hommes s'inventent des arrière-mondes, des dieux ou un seul Dieu ; seuls ils se prosternent, s'humilient, s'abaissent ; seuls ils fabulent et croient dur comme fer aux histoires fabriqués par leur soin. » Le masochiste se crée lui-même son dieu ou sa déesse devant lequel ou laquelle, il va « s'agenouiller, se prosterner, s'humilier, s'abaisser ». Le masochiste festif s'humilie selon son choix. Non seulement il reproduit la conduite d'un croyant monothéiste dans un espace païen, mais le masochiste y met du zèle. Il se met très souvent dans la peau d'une femme. La femme n'est-elle pas la victime par excellence de la société patriarcale ? Il s'habille en soubrette. Et lorsqu'il commet une bêtise, c'est parce qu'il veut être puni. Il ne néglige pas les compliments pour un travail zélé en tant que ménagère. Il attend des félicitations. Notre société pose l'opprobre sur la putain, il en devient une. L'inquisition a brûlé les sorcières, il se fait attacher et il subit la cire chaude. Notre société a utilisé la roue à titre de supplice, il réclame le même supplice sur un mode ludique. Et c'est ainsi qu'il rejoint un donjon où le supplice de la roue sera théâtralisé. Le masochiste cherche à prouver que son obéissance absolue anéantit les ordres de ses ennemis, « que son acceptation honteuse et ridicule des autorités (...) les rend impuissantes ».

### Chasteté
Quelques hommes masochistes festifs utilisent la cage de chasteté pour calmer leur angoisse de la castration. Leur sexe captif, l'espace d'un moment, ils ne risquent plus rien. D'autres utilisent des situations pour préserver leur chasteté. Nombreux sont ceux qui considèrent symboliquement que la Maîtresse est vierge, une divinité « intouchable ». Ils ne cessent de le répéter. D'autres considèrent que c'est le sexe de la maîtresse qui est divin et récitent des litanies en face de la maîtresse en s'adressant au sexe de la maîtresse. Et en considérant que leur sexe, à eux, est inutile. Bite inutile. D'autres se font attacher, mettre en cage, ligoter.
Dans le bondage l'homme règle aussi ses peurs. En se faisant attacher ou en attachant sa compagne lorsqu'il est dominant, il s'apaise. Pascal Quignard en parle dans Le sexe et l'effroi. Pascal Quignard explique la fascination dans le sens attirance/répulsion, parce que « Nous transportons avec nous le trouble de notre conception (...) Il n'est point d'image qui nous choque qu'elle ne nous rappelle les gestes qui nous firent (...) Or cette « chose regardée en même temps » nous ne pouvons en aucun cas la voir. Nous sommes venus d'une scène où nous n'étions pas. » pour Pascal Quignard le sexe de la femme représente, dans l'inconscient, le non être, la mort. En se faisant « bondager » l'homme s'interdit la femme. Tout comme lorsque Sacher-Masoch fantasme sur le corps de marbre de Vénus. Il en fait une femme de pierre castrée de sa dangerosité.
Il peut aussi prendre de la distance avec la femme en l'installant sur un piédestal, toujours « intouchable », bardée de cuir de la tête aux pieds, sur un autel de cuir. C'est « l'idole de cuir ».

### Différence entre fantasme et programme

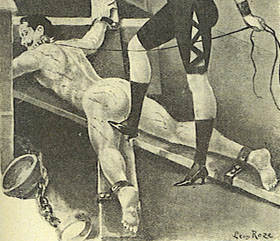
Illustration de Léon Roze pour les Mémoires d'un flagellant de marque (éd. Jean Fort, 1906)

Le masochiste fantasme à partir d'une image, d'une scène vue ou vécue, d'un film, d'une image religieuse, etc. Il rêve, et bien souvent, il dépasse largement ses possibilités en cas de passage à l'acte. C'est cela un fantasme un rêve qui n'est que partiellement réalisable.
À la différence du programme :
« Maîtresse, 1) tu peux me ligoter sur une table, solidement serré 15 minutes le temps de préparer les instruments ; 2) cent coups de fouet au moins, quelques minutes d'arrêt ; 3) tu commences la couture... » cité par Gilles Deleuze et Félix Guattari.
D'après Gilles Deleuze et Félix Guattari cette opposition apparaît clairement chez Michel de M'Uzan à propos d'un cas de masochisme et Gilles Deleuze et Felix Guattari citent de M'Uzan.

### Masochisme chez la femme
Pour Simone de Beauvoir la femme au foyer, souvent dominée par son époux, ses enfants, réduite aux tâches ménagères, vit une forme de masochisme social dans lequel elle se complait : « D'autres [femmes] se complaisent dans un rôle de victime, elles se font les douloureuses esclaves de leur mari, de leurs enfants et y prennent une joie masochiste ».
Pour Louis-Ferdinand Céline : « Les femmes sont faites pour souffrir. Masoch est leur Dieu. Si on ne les viole pas, bat pas, cocufie pas, déchire de mille façons elles n’arrêtent pas de pleurnicher(...) ». (A Marie Canavaggia [avril 1947].)
Il y a plusieurs sortes de femmes masochistes sexuellement parlant.
La première serait la victime d'un homme à pulsions sadiques. Sadique qui, malgré tout, canaliserait ses pulsions. L'homme a envie de cette emprise sur la femme. Il initie sa compagne. Laquelle n'a jamais eu le moindre fantasme masochiste. Elle n'a pour programme que celui de son maître. C'est lui qui l'éduque. Elle n'est pas dans le contrat  selon Gilles Deleuze. Le dominant emploie l'influence et quelquefois la violence. La dominée est la victime à l'état pur. Elle accepte par amour, pour satisfaire l'homme qu'elle aime. Il arrive qu'elle prenne du plaisir et bascule dans une sorte de masochisme de destiné. Mais il arrive aussi qu'elle y brûle ses ailes et bascule dans la déchéance la plus totale. Gilles Deleuze dit en parlant du sadisme et du masochisme : « Chaque personne d'une même perversion n'a besoin que de "l'élément" de la même perversion et non pas de l'autre perversion. » Vanessa Duriès ressemble à Justine de Sade. Vanessa Duriès se place, dans son livre, plus en tant que victime du sadisme que fille de Sacher-Masoch. L'héroïne du roman Le Lien est certainement un exemple du devenir masochiste sous influence. Elle avoua dans une émission de télévision ne jamais avoir pensé à être soumise à un homme. Si ce n'est par amour, pour satisfaire son maître. Dans son livre elle parle de la pantoufle de son père et de la ceinture en crocodile avec lesquelles il punissait. Elle parle d'un sentiment « étrange d'orgueil », mais aucune trace de ce qui pourrait être une fantasme originaire. Elle se positionne donc, toujours, en tant que victime. Elle n'éduque pas son bourreau et de ce fait ne dépend pas du contrat masochiste. À la sortie du livre, Vanessa déclara être âgée de vingt et un ans. Mais le doute subsistait quant à son âge réel au moment des faits. Elle avait le visage de l’innocence, un visage de jeune adolescente. C'est pourquoi, le livre suscita une énorme polémique entre les pratiquants qui se sont forgé une éthique et les libertins pervers sans foi ni loi. Ce livre a eu un énorme succès. Les sadiques rêvaient de posséder une Vanessa et les masochistes rêvaient d'être à sa place.
Lorsque Theodor Reik parle du masochisme chez la femme, il utilise le pléonasme « le nègre a une peau foncée ». Mais dit-il « on peut imaginer un nègre blanc comme une bizarrerie de la nature (l'anthropologie connaît une catégorie pareille) » ; et il poursuit : « nous parlons certainement du caractère masculin de certaines femmes. » Reik finit par s'élever contre ce masochisme de la femme considéré comme sexualité un peu trop normale : « La passivité peut être aisément associée à la sexualité féminine, mais la souffrance, le désir d’être ligoté ou battu, humilié, n’appartiennent pas à la sexualité normale de la femme. (...) La question de savoir si la femme est plus ou moins masochiste que l’homme peut être décidée rapidement. Dans ce sens-là [celui de la perversion] la femme est certainement moins masochiste. »

### Le masochisme avant Sacher Masoch

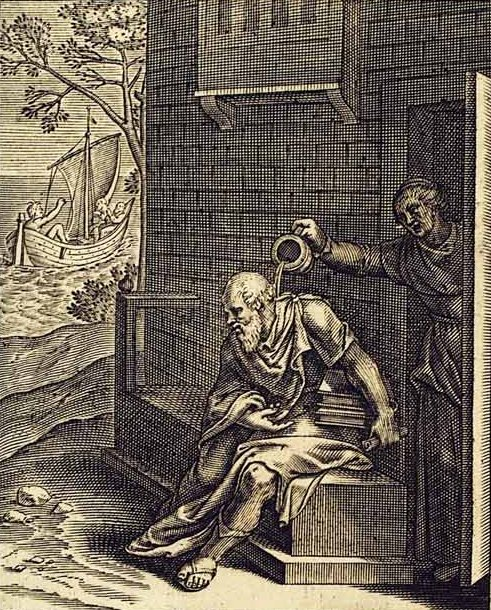
Xanthippe vide le pot de chambre sur la tête de Socrate. À l'arrière-plan, un homme rudoie un couple âgé dans un bateau à voile.

Selon le psychanalyste Sacha Nacht, Salomon, à un âge avancé, se faisait piquer par des femmes pour exciter une virilité défaillante. Josephus Flavius racontait que le frère d'Hérode, Phérosas, se faisait, lui, enchaîner et frapper par ses femmes esclaves dans le même but.
Phérocas, puîné d’Hérode le Grand, qui, tout au plaisir de se faire malmener par une esclave, oublia d’épouser la reine Cypros à qui la raison d’État l’avait fiancé malgré lui.
Toujours selon Sacha Nacht, Socrate, dans ses relations avec son épouse Xanthippe, offre un exemple de masochisme plus complet : « Le fait que parmi les ex-voto offerts par les courtisanes de l'antiquité à  Vénus se trouvait des fouets, des brides et des éperons démontrant clairement l'usage érotique qu'elles pouvaient faire de cet appareil ».
Le guerrier Timour-Leng encore appelé Timour le Boiteux, Timour le Grand, devenu émir de Transoxiane, « trouvait de la volupté à se faire fouetter par ses femmes »
Pétrone dans le Satyricon fait frapper Encolpe avec des orties qui stimulent la virilité. Dans le film de Frederico Fellini, Satyricon, Encolpe est fouetté avec des baguettes qui ressemblent à  des cannes anglaises.
De même Aristote et Phyllis : des images représentent le philosophe à quatre pattes, portant sur son dos Phyllis armée d'un fouet.
Dans le film de Frederico Fellini, Satyricon, Encolpe est fouetté avec des baguettes qui ressemblent à des cannes anglaises.

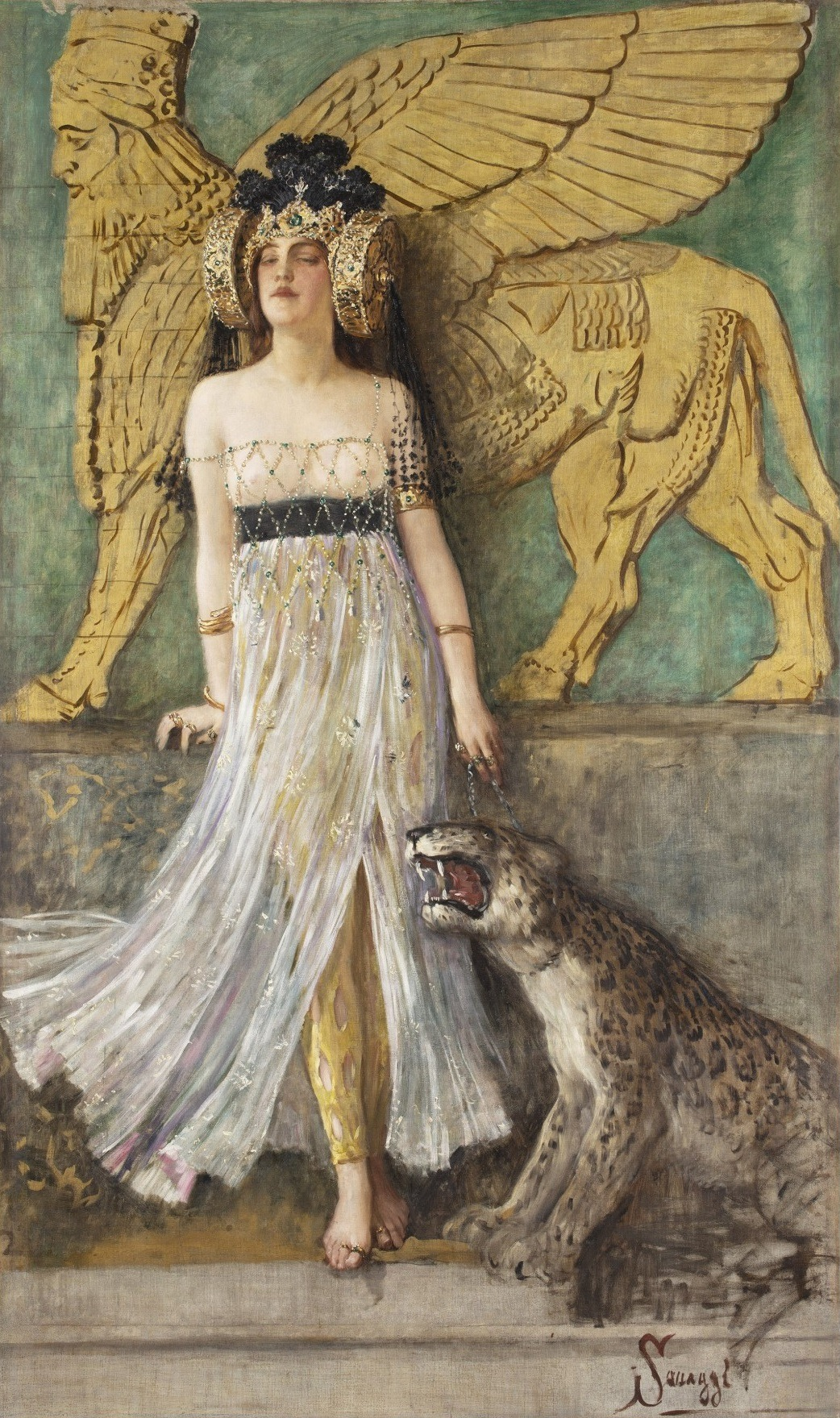
La reine Semiramis, peinture de Cesare Saccaggi, 1905.

Selon Raphaël Ledos de Beaufort Sacher-Masoch est loin d’être l’initiateur de la théorie dont il s’est fait le défenseur. « Et qui proclame que rien n’est si enviable que d’être frappé par l’être aimé : cette théorie de la jouissance dans la douleur a de tout temps existé, de tout temps a eu des adeptes et des défenseurs. »  L’histoire ancienne et les mythologies abondent en exemples semblables : Bacchus et les Ménades, Hercule et Omphale, Circé et les compagnons d’Ulysse, Attis et Cybèle, les sacrifices à Moloch et à Baal, Thomyris la reine des Massagètes, Sémiramis fouettant les princes captifs devenus ses amants.
Raphaël Ledos de Beaufort insiste dans un avant propos de La Vénus à la fourrure, il cite Samson et Dalila et raconte qu'à Sparte les jeunes gens étaient élevés selon les principes du masochisme. Tous les ans, à la fête d'Artémis Orthosie, ils étaient fouettés en public. À Aléa, aux fêtes de Dionysos, pratiques semblables. Ainsi on retrouve des recherches de jouissance dans la douleur dans le culte de Cybèle à qui Athènes, Sparte, Corinthe, l'Asie mineure et même Rome, sur le Mont Palatin, ont érigé des temples. « C'était le premier des devoirs que de se martyriser en l'honneur de la Déesse ».
Marc Trenel fut le professeur de Jacques Lacan, il a relevé des scènes masochistes (masochisme chevalin) sur des bas reliefs du XIIIe siècle (masochisme chevalin),,.

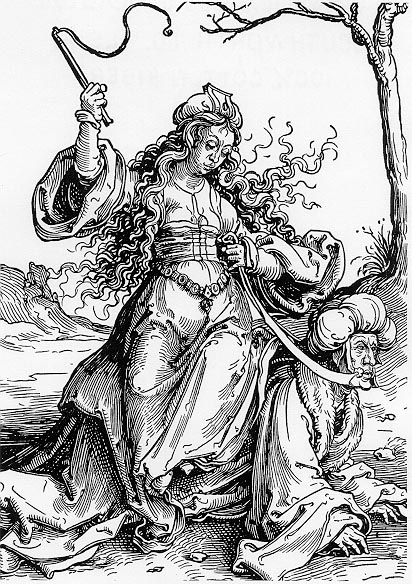
Le Lai d'Aristote

Toujours d’après Sacha Nacht, « longtemps encore les auteurs ne verront dans ces pratiques que des moyens de stimulation. Une sorte d'aphrodisiaque ». Havelock Ellis, plus récemment serait enclin à  accepter une origine biologique, instinctuelle, à la vertu de stimulant que peut prendre la douleur.
Au XIIIe siècle : le Lai d'Aristote est un lai. Phyllis monte Aristote : c’est un lai courtois, sous forme de fabliau, connu par six manuscrits des XIIIe et XIVe siècles.
Le Lai d’Aristote l’« Aristote chevauché » est devenu, au fil du temps, un topos donnant lieu à de multiples interprétations : pouvoir de la femme, pouvoir de l'amour, faillibilité de l'homme sage, conflit entre les valeurs religieuses et laïques, exprimant aussi la fascination et le scepticisme quant à la puissance de l'intellect. ».
Le XVIe siècle considère que la flagellation provoque une excitation sexuelle.
Plus tard on retrouvera « Henri III, roi de France, qui se faisait fouetter publiquement avec ses maîtresses, qui de blanc vêtues, suivaient une procession. Ces coups de fouet les incitaient à s’abandonner aux pires orgies après le service divin ».
C’est Krafft-Ebing qui déclara ces pratiques comme une perversion sexuelle, la nommant Masochisme utilisant le nom d’un célèbre écrivain de l’époque Sacher Masoch.

### La question du masochisme chez les religieux
Theodor Reik expose la prévalence de l'histoire religieuse dans la psychologie du masochisme.
« Aucun psychologue, aucun analyste, n’a encore réussi à donner une description des qualités spécifiques de l’expérience masochiste comparées aux extases des ascètes et des saints du Moyen Âge. La maladresse banale d’expression et le manque d’imagination de la psychologie scientifique deviennent encore plus évidents lorsqu’on les compare aux témoignages de ces illettrés, même en ignorant le fait que la perception psychologique de ceux-ci prouve être supérieure à celle de la psychologie savante. Les essais de Thérèse de Jésus, les lettres de Catherine de Sienne, sont plus importants pour l’élucidation psychologique du Masochisme que la lecture de Krafft-Ebing »
« La flagellation, qui servait d'abord à des fins de l'autopunition pour les premiers moines chrétiens et les acètes, devient par la suite un moyen d'excitation sexuelle. L'augmentation de la souffrance produit l'extase. L'Église est amenée finalement à défendre des pratiques expiatoires trop sévères parce qu'elle aboutissent fréquemment à la satisfaction sexuelle. (...) Le masochiste accueille la flagellation que lui inflige une prostituée avec la même joie qu'éprouve le martyr à recevoir les mauvais traitements libérateurs de ceux qui le persécutent».
« La souffrance seule rend la vie supportable », selon Marguerite-Marie Alacoque ou Marie-Madeleine Pazzi, qui trouvait une bonheur suprême à être flagellée par la prieure du couvent comme consumée par ces flammes intérieures. Près de la crise elle clamait : « C'est assez ! N'attisez plus cette flamme qui me consume ! Ce n'est pas ainsi que je désire être mise à mort ! C'est trop de volupté et de félicité ! »

## Vie culturelle

### Mythologie

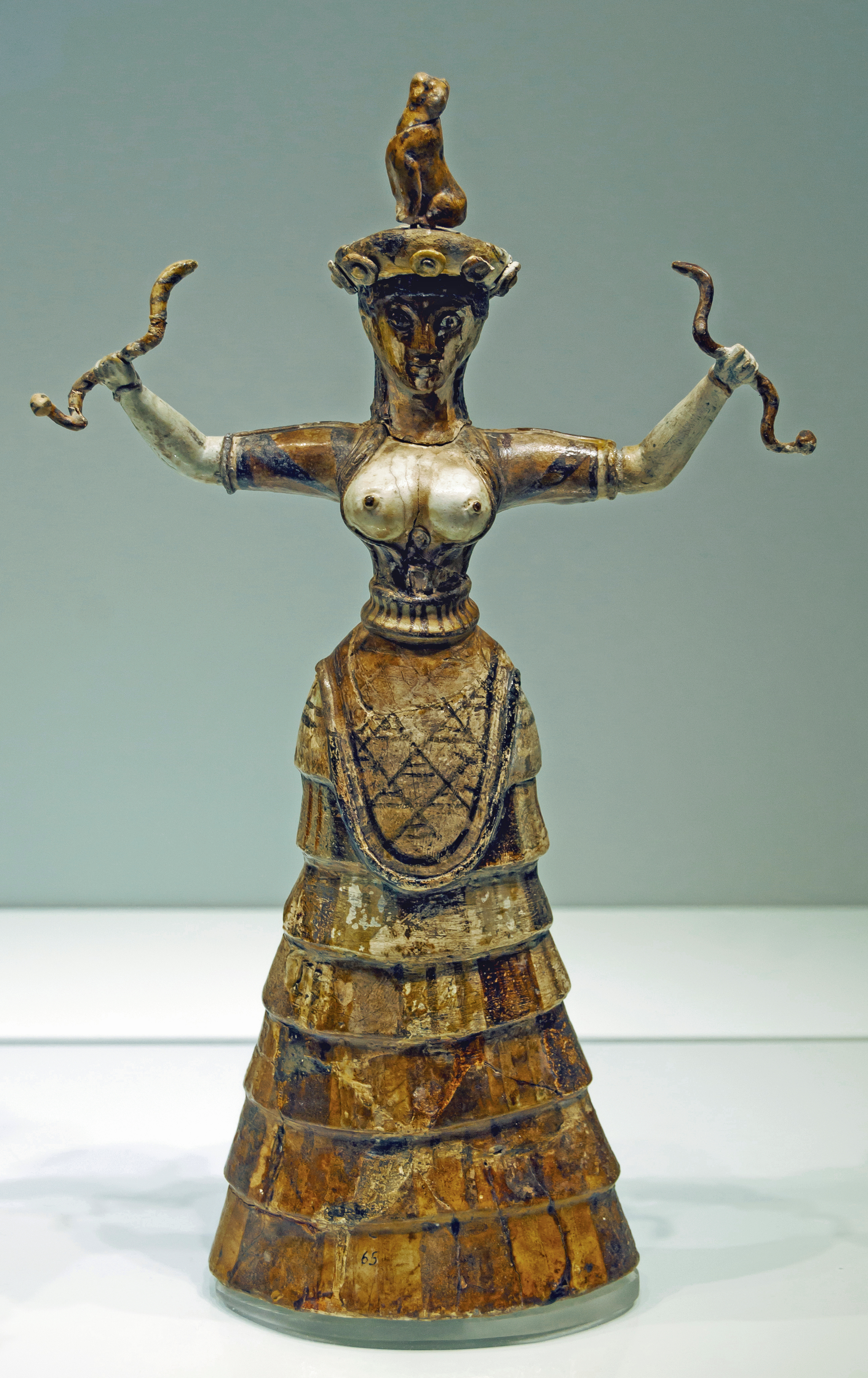
Figurine de la déesse aux serpents. Musée archéologique d'Héraklion (ca. 1600 av. J.-C.).

Theodor Reik instaure un parallèle entre  les Déesses des anciennes religions et la femme qui tourmente aujourd'hui : « Dans nos yeux défilent une procession des Déesse-Mères cruelles des anciennes cultures » « Elles sont la personnification de la  Beauté  et de la Terreur » : la femme qui tourmente aujourd’hui, insiste-il, a le même charme que ces idoles : « Elle est l’Astarté des temps modernes ».

Theodor Reik cite la longue lignée des femmes cruelles : Ishtar, déesse de la guerre, de la chasse et de la prostitution, la destructrice Astarté des syriens, la Minoenne maîtresse des serpents, Kali avec ses armes variées. Selon Theodor Reik :  « Elles sont la personnification de la  Beauté  et de la « Terreur » ».

Pour Theodor Reik La discipline et la sévérité qui règnent dans les coulisses de la scène masochiste ne sont que la continuation du pouvoir de la mère.

Pour Pascal Noir « La force virile vacille face à Ève, Circé, Salomé, Dalila et naturellement Omphale. Cette représentation d’un imaginaire est bien sûr marquée par l’angoisse d’une femme dominatrice et castratrice devant laquelle la puissance masculine se dérobe. »

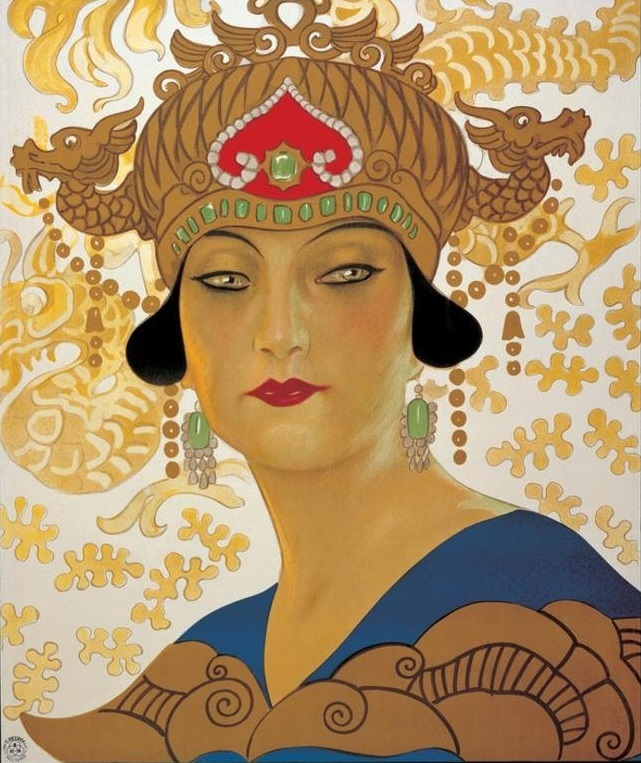
Turandot

Puis il cite les cruelles mythiques, celles qui inspirèrent tant d’artistes, telles que ;
- Turandot.

Dans une Chine médiévale imaginaire, la cruelle princesse Turandot, fille de l'empereur, dont la beauté est légendaire attire à Pékin de nombreux prétendants lesquels doivent se soumettre à une terrible épreuve : s’ils élucident les trois énigmes que leur propose la princesse, ils gagnent la main de celle-ci, ainsi que le trône de Chine ; s’ils échouent, c’est la décapitation qui les attend.
- Valkyries :

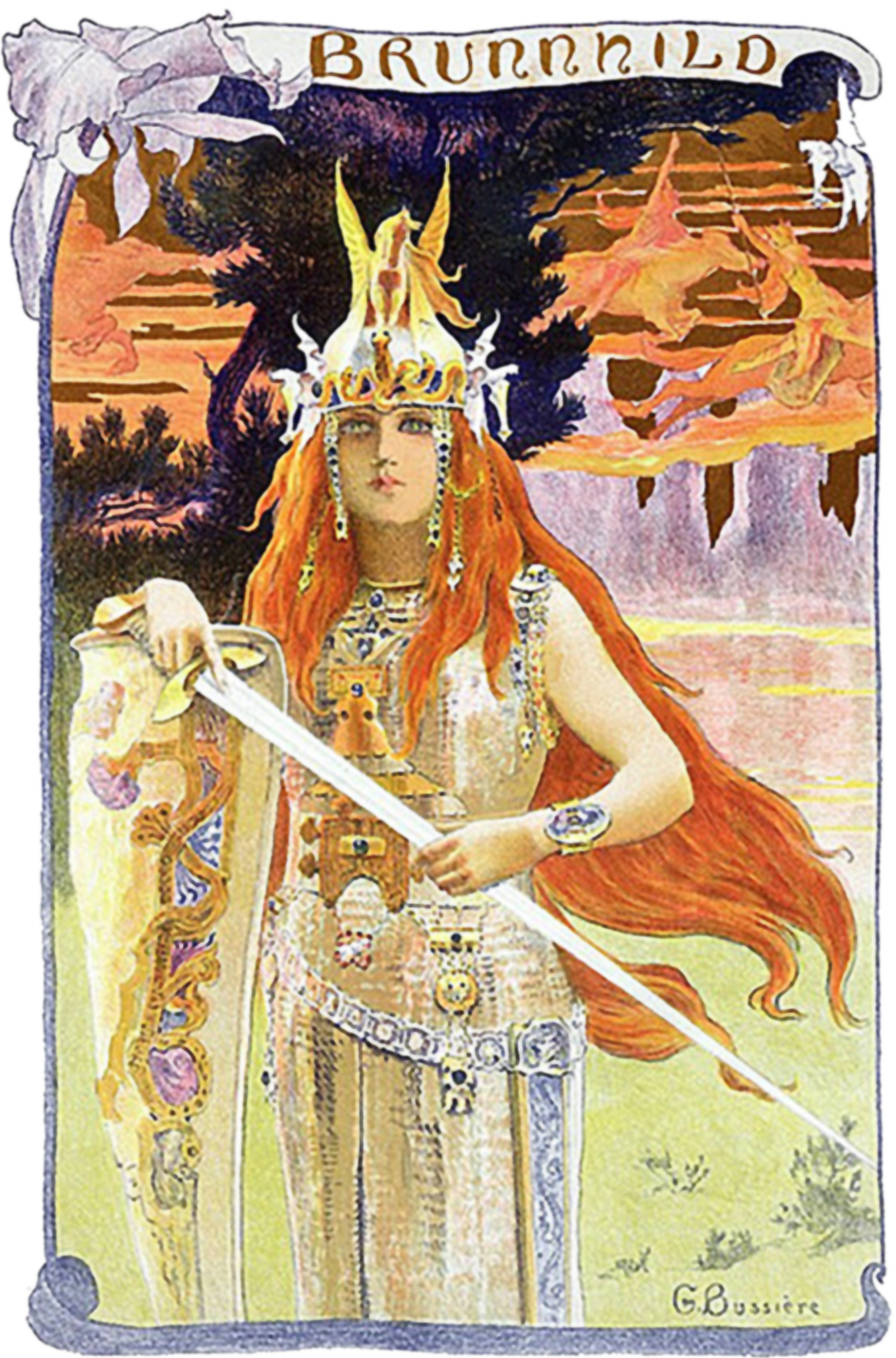
Brunehilde la guerrière

Brunehilde qui menaçaient de tuer, ou de faire décapiter l’homme Brunehilde est une valkyrie de la mythologie nordique et germanique. Elle est d'abord fiancée à Siegfried avant d'épouser Gunther. Elle provoque l'assassinat de Siegfried.

Pascal Noir nous dit en parlant des dieux : « Certes, ils sont toujours là, ainsi que l’a constaté pertinemment Jankélévitch dans La Décadence » qui constitue une des premières études de fond sur la période. Le philosophe écrit : « Les Walkyries vont faire leur marché, dit autrement, on les croise sur les trottoirs de Paris en plein XIXe siècle ».
La chevauchée des Walkyries (Der Walkürenritt, ou Der Ritt der Walküren, en allemand, Ride of the Valkyries, en anglais) est un célèbre air d'opéra épique, tragique, embrasé, exalté, et grandiose, pour orchestre symphonique, composé en 1856 par le compositeur allemand La chevauchée des Walkyries Souvent interprétée en concert indépendamment de l'opéra dont elle est issue, elle est reprise entre autres comme hymne de la Luftwaffe (armée de l'air allemande du Troisième Reich) de la Seconde Guerre mondiale.

#### L'Odyssée
- Circé

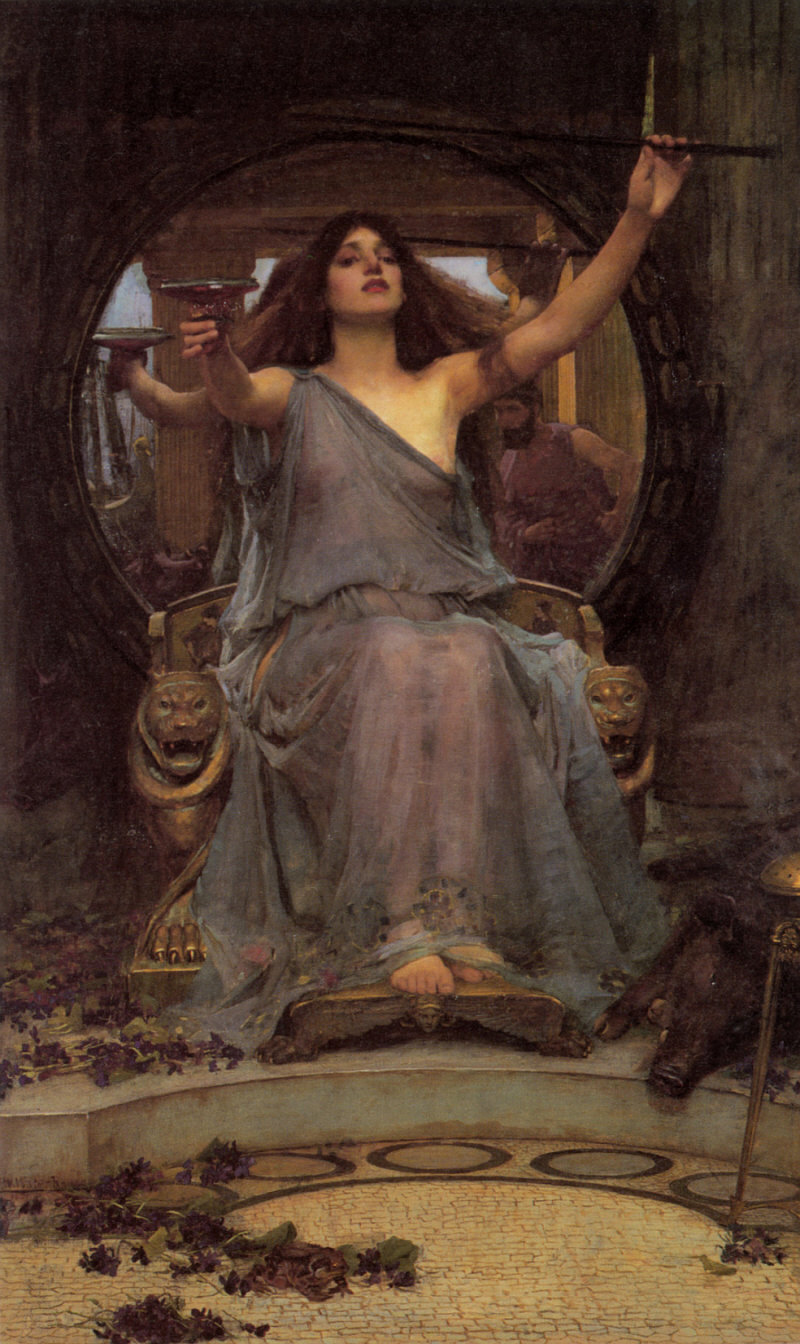
Circé offrant la coupe à Ulysse, par John William Waterhouse

Èvoquée par Leopold von Sacher Masoch dans La Vénus à la fourrure :

« Je me suis de nouveau assis sous ma tonnelle et lu dans l’Odyssée l’histoire de cette charmante sorcière qui transformait ses adorateurs en bêtes féroces. Savoureuse histoire de l’amour des Anciens. »
La magicienne fait boire aux hommes un cycéon, breuvage composé de gruau d’orge, de miel et de lait caillé. Dès qu’ils ont bu, elle les transforme d’un coup de baguette en pourceaux.
 
On la retrouverait au Moyen Âge dans les légendes populaires d’Italie, mêlée à la figure d’Hérodiade sous le nom d’Aradia, fille de Diane et de Lucifer.
L'écrivain James Joyce a réécrit le périple d'Ulysse. Joyce y apporte clairement l'élément masochiste. Cela se passe à Dublin. Stephen Dedalus et Léopold Bloom en sont les héros. Bella Cohen mère maquerelle d'un bordel domine, maltraite, humilie Léopold. Bella ne le transforme pas en pourceau comme dans l'Odyssée. Mais elle le féminise, il devient Léopoldine. Elle le propose à ses clients. La mère maquerelle se virilise. Elle promet de le féconder et de l'accoucher.

#### Dans la bible
« On se souvient de Méduse, que Persée décapite, car son œil pétrifie. Masoch lui-même fait allusion directe à ce thème castrateur. Il évoque la Bible : Judith et Holopherne Samson et Dalila »

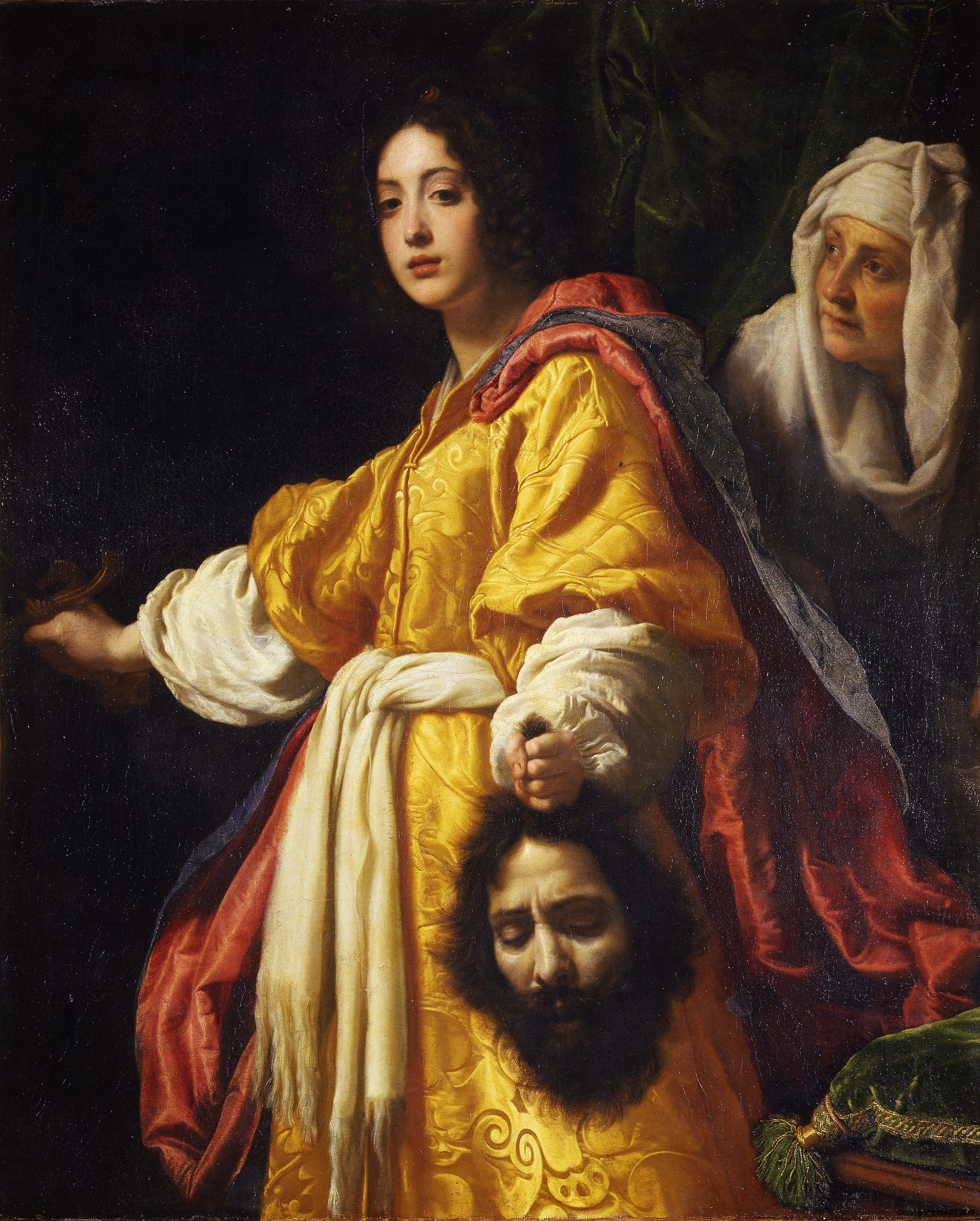
Judith tenant la tête d’Holopherne, Cristofano Allori, 1613 (Royal Collection, Londres).

Holopherne, général de Nabuchodonosor, roi d’Assyrie assiégeait la ville de Béthulie. La veuve Judith, inspirée par Dieu

- Judith

Holopherne, général de Nabuchodonosor, roi d’Assyrie assiégeait la ville de Béthulie. La veuve Judith, inspirée par Dieu vint pour sauver la ville, se rendit au camp des Assyriens. Elle se fit introduire auprès d’Holopherne, captivé par sa beauté, ensorcelé par sa beauté. Il organisa un banquet au cours duquel elle l’enivra. Puis il s’endormit et elle le décapita dans son sommeil. Elle regagna Béthulie en emportant la tête d’ Holopherne, qu’on exposa le lendemain en haut des remparts. Les Assyriens, démoralisés, levèrent le siège. Le Livre de Judith

Dans La Vénus à la fourrure Sacher Masoch confie :« Je pris mon déjeuner sous mon berceau de chèvrefeuille en lisant le livre de Judith et j’enviai un peu le violent Holopherne ce païen pour sa fin sanglante  et pour la royale créature qui fit tomber sa tête ». « Dieu l’a puni et l’a livré aux mains d’une femme ».En écrivant ces lignes en évoquant Dieu Sacher-Masoch se pose la question « Allons que faut-il que je fasse pour qu’il me punisse. »

   
Depuis cet évènement Michel Leiris nous avoue :
« Aussi, n'ai-je pas cessé de me sentir Hercule auprès du rouet d'Omphale, Samson tondu par Dalila, c'est-à-dire encore moins que la tête d'Holopherne, quand elle baigne ignominieusement dans le sang et le vin suri, près de la robe éclaboussée d'une Judith romantique ».
- Dalila

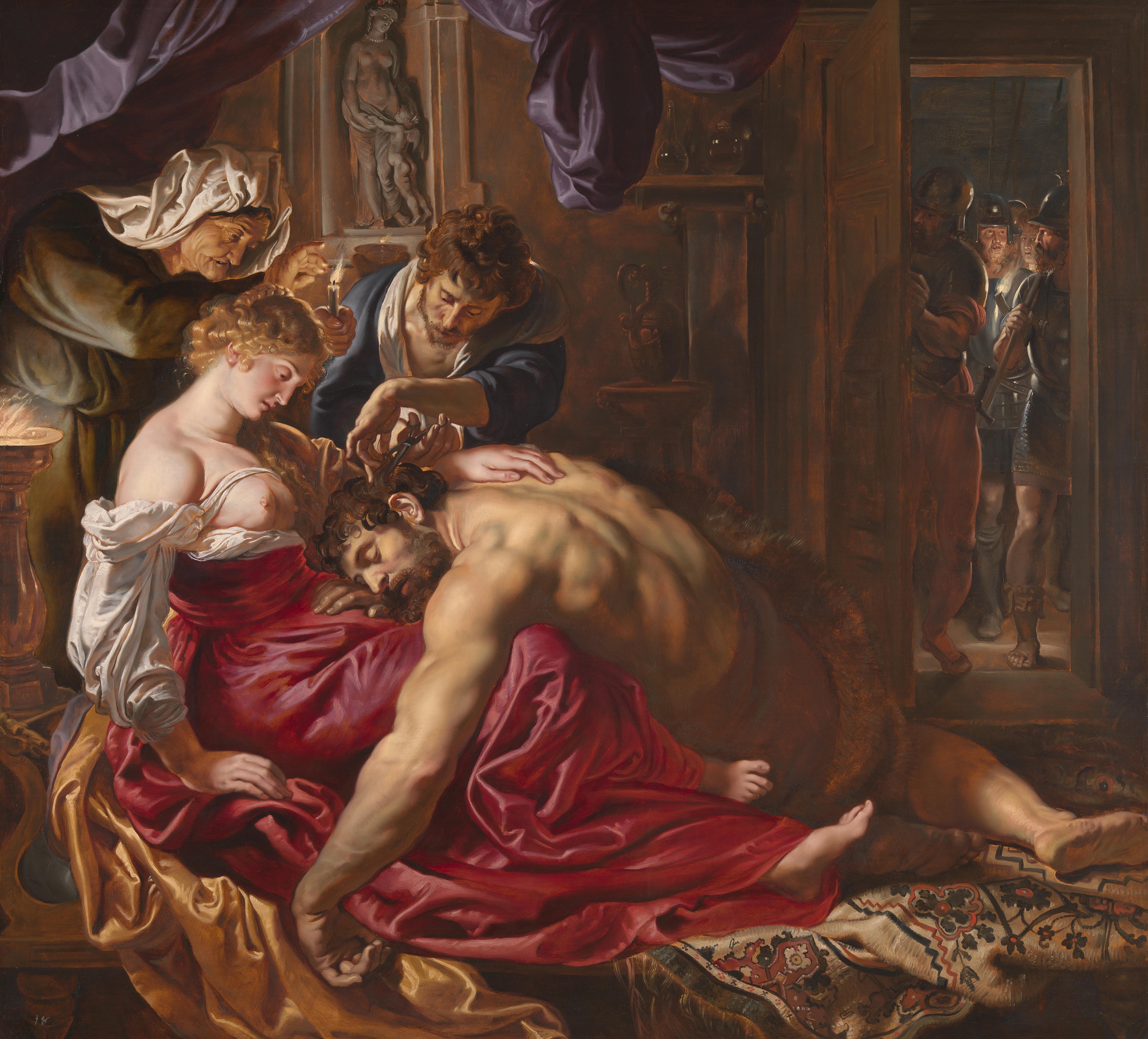
Samson se soumet à Dalila, elle lui coupe les cheveux, le prive de sa force. Peinture de Rubens (1609).

(en hébreu : דְּלִילָה, nom signifiant "Porte de la nuit" en hébreu, « guide » ou دلیله « coquette » en arabe) est l'un des personnages féminins de la Bible. Elle fait partie des figures féminines fatales de la religion juive car elle est sollicitée afin de soutirer le secret de sa force à Samson qui l'aime. Le récit biblique se trouve dans le Livre des Juges, au chapitre 16.

« C’est ainsi que Samson, ce héros, ce géant, s’abandonna de nouveau entre les mains de Dalila et de nouveau  elle le trahit ;  les Philistins s’en saisirent devant elle et lui crevèrent les yeux, ces yeux qui, jusqu’au dernier instant rempli de courage et  d’amour, restèrent attachés à la belle traîtresse. »

- Salomé

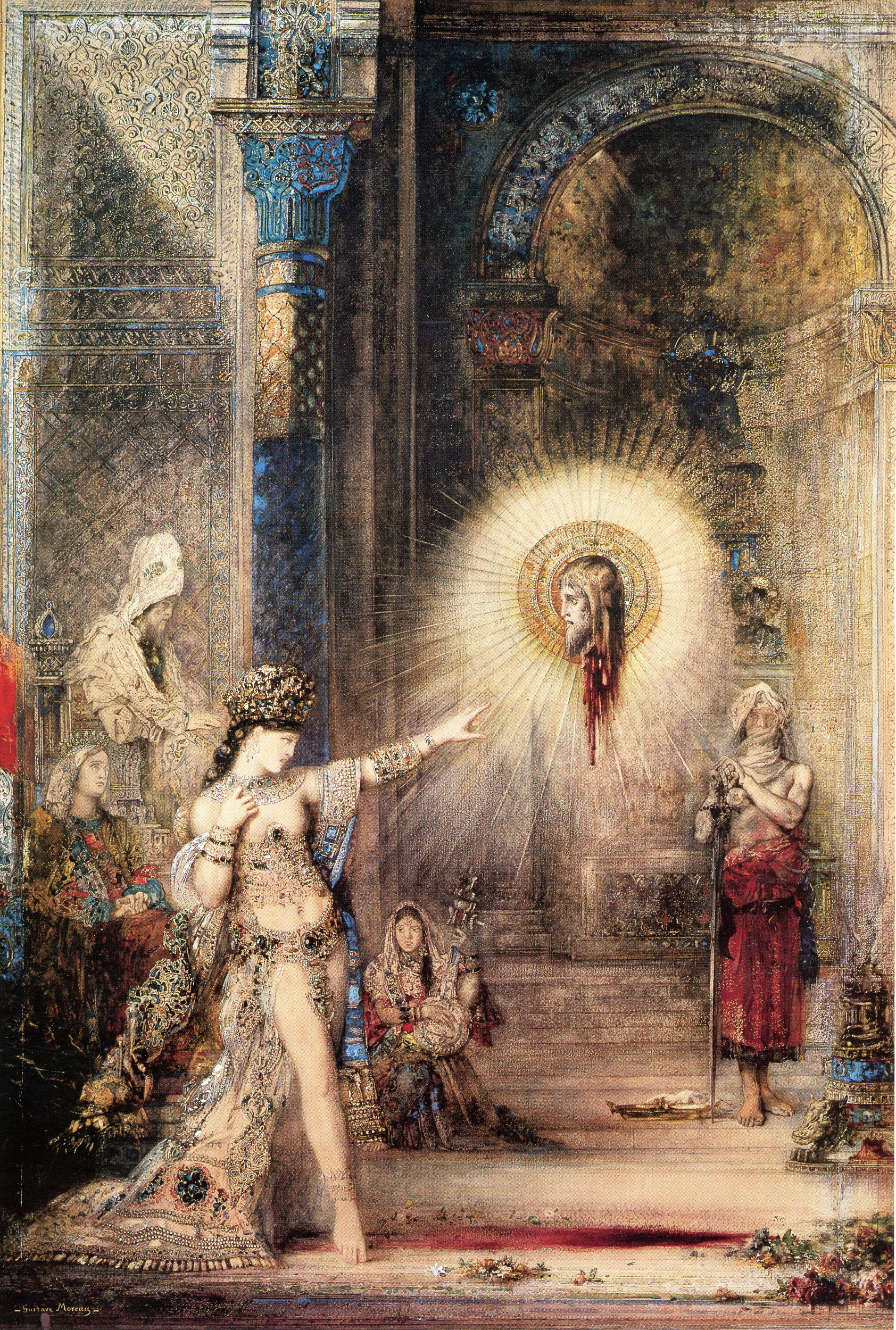
L'apparition du chef de Baptiste à Salomé, par Gustave Moreau.

Elle inspira Oscar Wilde, Apollinaire Richard Strauss.
Salomé », fille d'Hérodiade et d'Hérode fils d'Hérode ainsi identifiée dans la tradition chrétienne.
« Salomé créature de luxe et de perdition[…] Salomé, la malade douze fois impure, Bestia la bête, comme l’invectivent les Ecritures les Isaïe et les Ezéchiel[…] Salomé qui boit dans sa coupe le sang tiède des prophètes ». N’empêche que Salomé coupeuse de tête a fait délirer.

Dans le Nouveau Testament, une « fille d'Hérodiade » — habituellement identifiée par la tradition chrétienne à cette Salomé. Charmé, celui-ci lui accorde ce qu'elle veut. Sur le conseil de sa mère, elle réclame alors la tête de Jean Baptiste, qu'Hérode Antipas fait apporter sur un plateau. Elle est toujours citée par Theodor Reik parmi les cruelles

L'écrivain Michel Leiris, dans son autobiographie L'Âge d'homme, rapproche la figure biblique de sa tante Lise, laquelle a interprété le rôle de Salomé dans l'opéra de Richard Strauss.

« Salomé embrasse la tête du Précurseur c’est-à-dire que, vierge, elle a son premier contact charnel avec un cadavre. De multiples doublets de cette image d’une féminité mêlant sensualité et mort sont constamment développés à l’époque, notamment Judith et Holopherne, Samson et Dalila ».

### Les dieux et les titans
- Hercule

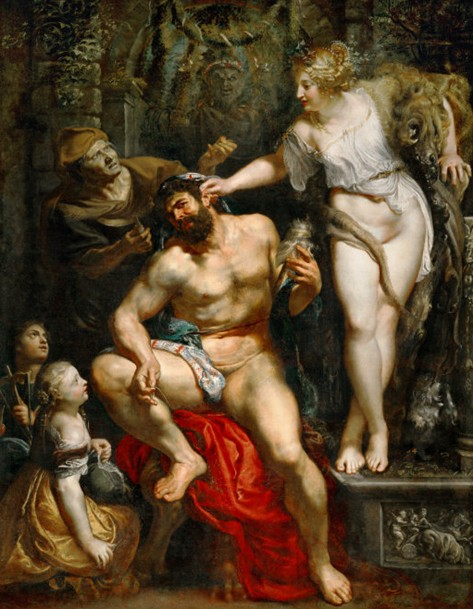
Hercule et Omphale

Omphale effémine et travestit Héraclès.. Car l’égalité, elle ne la conçoit que comme ce point critique où la domination passe de son côté.Selon le philosophe Gilles Deleuze : « Mais c’est Aphrodite, le principe féminin, qui l’emporte, comme Omphale effémine et travestit Héraclès. Car l’égalité, elle ne la conçoit que comme ce point critique où la domination passe de son côté ».
Selon L’historien et anthropologue français Jean-Pierre Vernant, spécialiste de la Grèce antique, Hercule est avant tout le héros qui passe les limites et brave les interdits. « Il le fait tout aussi bien en devenant doux et soumis.»
Pour Pascal Noir « les littératures de la Décadence dessinent une figure , pour mieux la bafouer, la pervertir… ». Voir dégrader Hercule par étapes, « brosser le portrait d’un héros pour mieux le compromettre ». Pour Pascal Noir, Hercule devient la victime masochiste heureux de souffrir des mains de la femme aimée. Il s’agit de subvertir un mythe.
Hercule file la quenouille auprès d’Omphale, c’est elle qui l’a acheté comme esclave, il a perdu son statut, il est caricaturé. « tient la “ quenouille ” alors qu’Omphale tient la “ massue ” et revêt la peau du lion de Némée » Selon Pascal Noir : « les prérogatives du demi-dieu sont désormais aux mains des femmes ».

Hercule le grand, se vend comme esclave à Omphale qui l'habille en femme alors que les gravures la représentent dans des accoutrements masculins à ses côtés. Le dieu Pan, amoureux d'Omphale... se glissa un jour dans leur lit, et en fut chassé... Jaloux il répandit dans toute la Grèce, la rumeur d'un Hercule efféminé, filant la laine aux pieds d'Omphale.
Emmanuel-Juste Duits qualifie Hercule aux pieds d'Omphale de « mythe fondateur » ou « emblématique » du sadomasochisme.

Pour Bruno Bettelheim, « Hercule, dont l’histoire montre que l’homme le plus fort peut nettoyer les étables les plus sales sans perdre sa dignité [...]  est un modèle social »

Hercule et Omphale, constituent le couple, l’emblème même de la relation masochiste. (…)  Hercule est devenu le symbole du masochisme.

- Prométhée

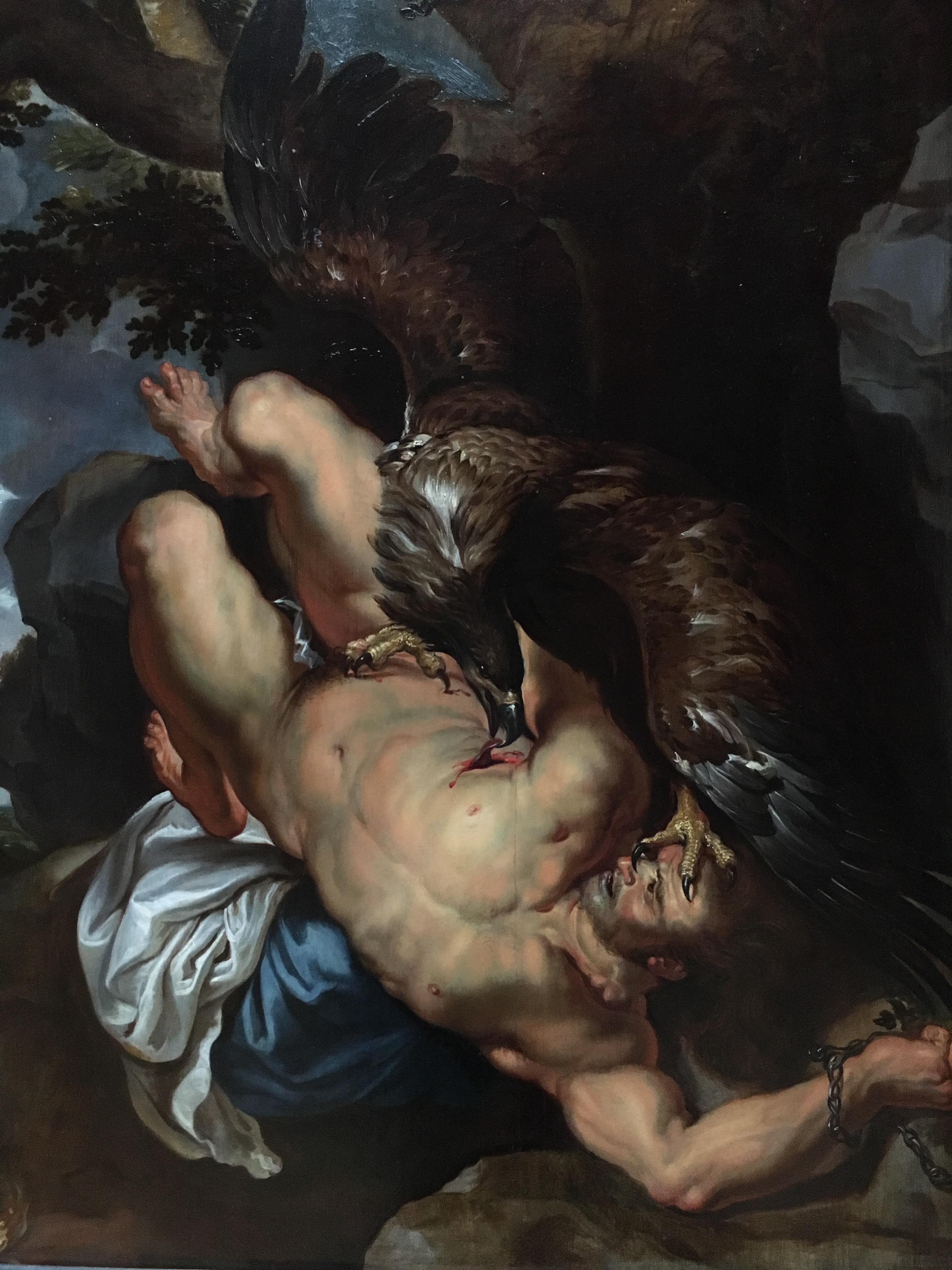
Peter Paul RUBENS - Promethée enchainé

Le masochiste démontre son état d’esclavage, et d’après Theodor Reik, « c’est au contraire un « non » irrité jeté au monde des apparences qui est devenu le plus fort, il se soumet - afin de ne jamais céder ».
Pour Theodor Reik, seul le Titan Prométhée qui est enchaîné au rocher par le plus haut des dieux, la colère du héros enchaîné équivaut au caractère du défi caché dans le masochisme.
« Le masochiste est guidé par l'orgueil et le défi de Prométhée ». Prométhée, enchaîné, banni dans le Tartare, refuse toujours de s'incliner devant les dieux.
Theodor Reik n’y voit aucune faiblesse. Prométhée nous fait une démonstration masochiste. « Tel un martyre, il préfère brûler plutôt que de renoncer à son credo. »
En prenant pour source Theodor Reik, Michel de M'Uzan confirme : « Le masochiste est guidé par l’orgueil et le défi de Prométhée, même quand il veut se présenter comme Ganymède. » Et Michel de M'Uzan ajoute que c’était aussi l’avis de Wilhelm Reich.
Pour Robert C. Colin « Nous remarquerons par symétrie qu’à l’acte coercitif exercé par Zeus répond le masochisme érogène de Prométhée. »

### Opéra

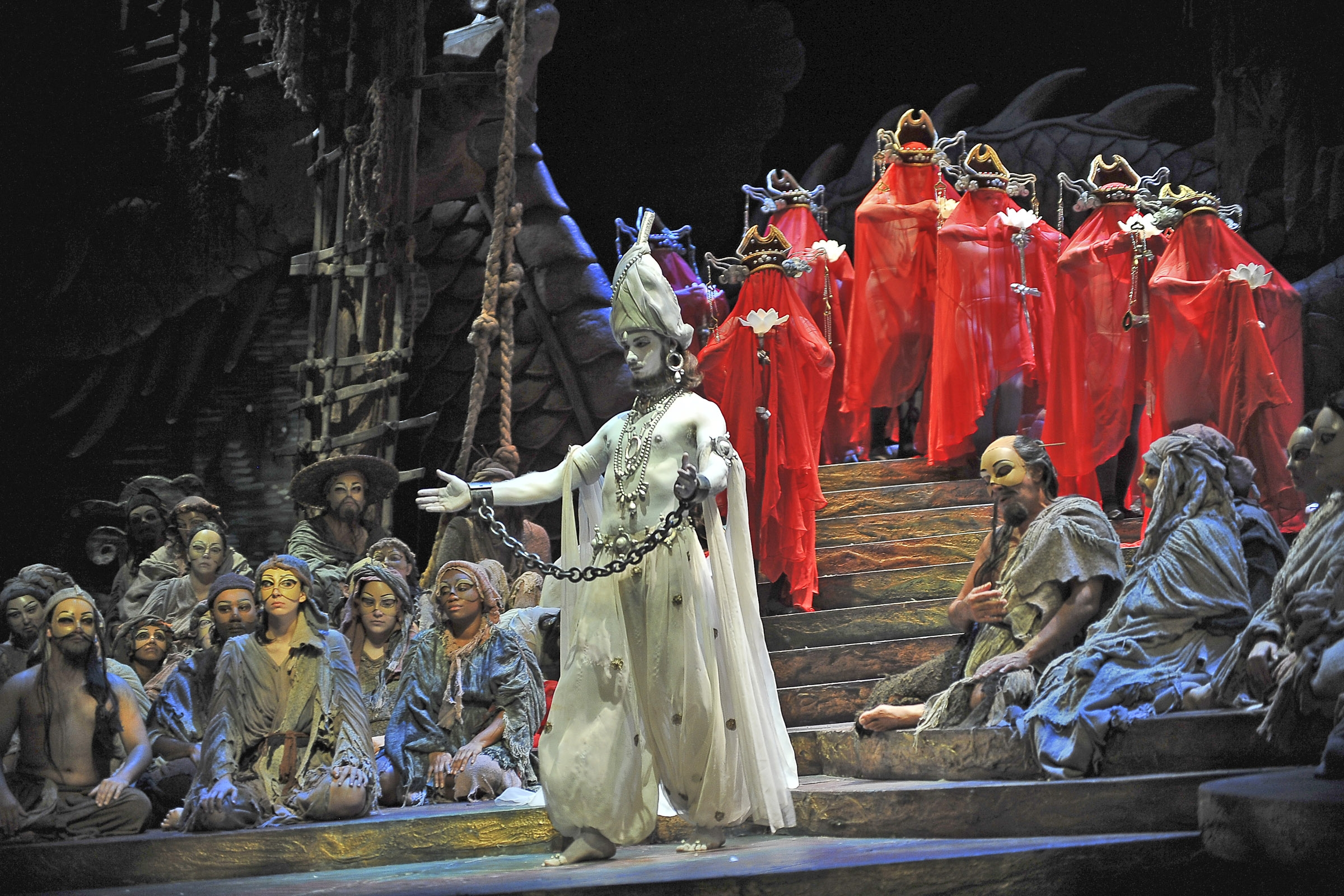
Turandot_Giacomo_Puccini

- Turandot - Dans le Turandot de Giacomo Puccini  Au temps d’une Chine médiévale imaginaire, la cruelle princesse Turandot, dont la beauté est légendaire, attire à Pékin possède de nombreux prétendants, lesquels doivent se soumettre à une terrible épreuve : s’ils élucident les trois énigmes que leur propose la princesse ils gagnent la main de celle-ci ainsi que le trône de Chine ; s’ils échouent, c’est la décapitation qui les attend.

Le metteur en scène Zhang Yimou  traite du masochisme de Liu.
 « Liu s'approche de la princesse, hautaine dans sa splendeur, et, d'un geste foudroyant, lui ôte son épingle à chapeau. Puis, elle se tue en enfonçant l'épingle dans sa bouche : sa liberté d'esclave ne peut vivre que dans la mort, et l'épingle est la seule « arme » que les femmes chinoises possédaient ».

Selon l'écrivain Michel Leiris « Turandot, Une somptueuse chinoiserie, Puccini traite l'histoire de la princesse qui fait décapiter ses prétendants, incapables de résoudre les énigmes qu'elle leur propose. (…) la jeune esclave Liu, qui se poignarde pour préserver l'incognito du prétendant vainqueur dont elle causerait la mort en révélant son nom »

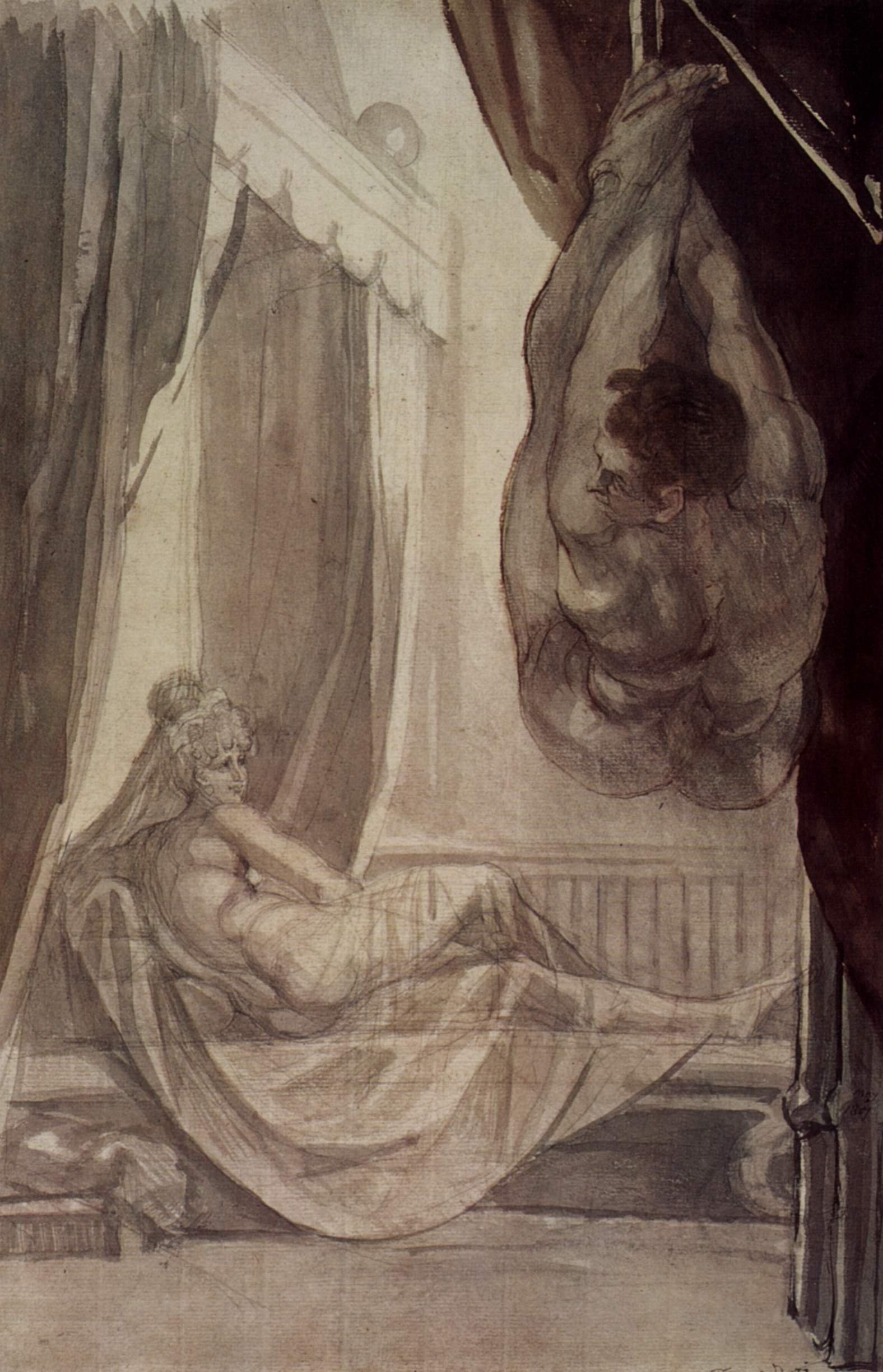
Johann Heinrich Füssli, Brünhild beobachtet Gunther (Brunehilde observant Gunther) (1807), lavis, château de Nottingham.

- Les Valkyries est un opéra dont livret est rédigé par  Richard Wagner. Cet opéra fait références aux mythologies germaniques, Richard Wagner s’est inspiré de la tragédie grecque. Dans la mythologie nordique, les Walkyries sont des vierges guerrières.

Brunehilde est au centre de l’opéra en tant que préférée de Wotan, elle est citée par Theodor Reik parmi la longue lignée des femmes cruelles, mythiques comme Salomé, Turandot qui menaçaient généralement de tuer ou faire décapiter.
Les Walkyries sont des servantes de Wotan, Brünnhilde est la principale et elle est la préférée de Wotan. Dans la mythologie nordique. Les Walkyries doivent choisir les plus valeureux guerriers morts au champ de bataille afin de les conduire au Walhalla. Dans la Tétralogie, elles sont au nombre de neuf. Avec Waltraute, Brünnhilde tient l’un des rôles les plus importants. 

Elle épouse le Roi Gunther et l’enchaine, le suspend au plafond comme un sac de viande durant sa nuit de noces.
Ainsi Brunhilde est source d’un désir fantasmatique chez Leopold von Sacher Masoch qui confie dans la Vénus à la fourrure précédée de la présentation de Gilles Deleuze : « J’enviais le roi Gunther enchainé par la puissante Brunehild la nuit de ses noces »

### Cinéma
Dans cette liste, il ne faudra pas forcément considérer ces films comme entrant dans le cadre du contrat masochiste, ni y voir l'acceptation totale de la victime. Ces films sont des films « grand public » comportant une ou plusieurs scènes sadiques ou masochistes qui peuvent, éventuellement, peupler l'univers fantasmatique d'un sujet

### Littérature
Sade agit en tant que « déclencheur » en montrant la société cruelle, le crime et le viol d'enfants. Sa démonstration sert à dénoncer que la nature est mauvaise. Dans le sadisme, il n'y a pas de consentement et le sadique jouit de ses violences d'autant plus que la victime n'est pas consentante. « Jamais un vrai sadique ne supportera une victime masochiste ». « Ils veulent être certains que leurs crimes coûtent des pleurs, ils renverraient une fille qui se rendrait à eux volontairement » précise une des victimes des moines dans Justine ou les Malheurs de la vertu,.
À part certains ouvrages phares très explicites, la littérature regorge de fantasmes sadiques ou masochistes et fétichistes. Gustave Flaubert dans La tentation de saint Antoine, son fétichisme dans Salammbô, Octave Mirbeau, Jean Genet, Émile Zola, etc.
Dostoïevski abordé par Freud, grand masochiste moral devant l'éternel et selon Paul-Laurent Assoun, pourrait être le Sacher-Masoch du masochisme moral.
Selon Roland Villeneuve, dans Nana, lorsqu'Émile Zola décrit la relation entre Nana et le comte Muffat, il est inspiré par la légende d'Aristote. Les images qui représentent le philosophe à quatre pattes, portant sur son dos Phyllis armée d'un fouet.
Jean-Paul Sartre parle du masochisme de Jean Genet : « L'enfant devine qu'une femme l'a arraché à soi, tout vivant, tout sanglant pour l'envoyer rouler au bout du monde et il se sent maudit : dès la naissance il est le mal-aimé, l'inopportun, le surnuméraire. Indésirable jusque dans son être, il n'est pas le fils de cette femme : il est l'excrément. Et l'on verra avec quelle insistance, avec quel plaisir masochiste, Genet se comparera plus tard à une ordure, à un produit de déchet. Sartre poursuit en écrivant que Genet ne veut rien changer, il en a besoin dit-il, comme Prométhée a besoin de son vautour. »
L'auteur de Françoise Maîtresse nous dit : « Un livre, c'est légèrement sanglant. (...) Un livre c'est un maître, un esclave, un amant. Ces mots que l'on met bout à bout sont autant de joies, de douleurs, d'orgasmes, de coups de fouet ».
Friedrich Nietzsche considère que le masochisme est au cœur de toute création artistique : « Je vous le dis, il faut avoir encore du chaos en soi pour enfanter une  étoile dansante ». Selon Theodor Reik, « l’accroissement de cette puissance se manifeste par la transformation de la souffrance en plaisir, dont le rayon d’action s’étend depuis l’orgasme jusqu’à l’extase religieuse ou artistique ».
La littérature de Masoch est le plus souvent dans le fantasme. Le fantasme est ce qui est irréalisable. Dans ses deux grands livres : Mardona La Mère de Dieu et La Pêcheuse d'âmes Sacher-Masoch évoque la mort. Dragomira, personnage romanesque par excellence dans La pêcheuse d'âmes a pour religion la mort. Elle offre à la mort le sacrifice des hommes qu'elle rencontre. Mardona La Mère de Dieu, elle, crucifie, plante les clous. Elle est la rédemptrice : « parce que c'est par la femme que le péché est entré dans le monde. Aussi assurent-ils que de la femme seule peuvent venir la rédemption et le rétablissement du paradis ».
Quant à la Vénus à la fourrure, ce que Sacher-Masoch écrit c'est pour le réaliser, c'est son programme.

### Peinture et art graphique

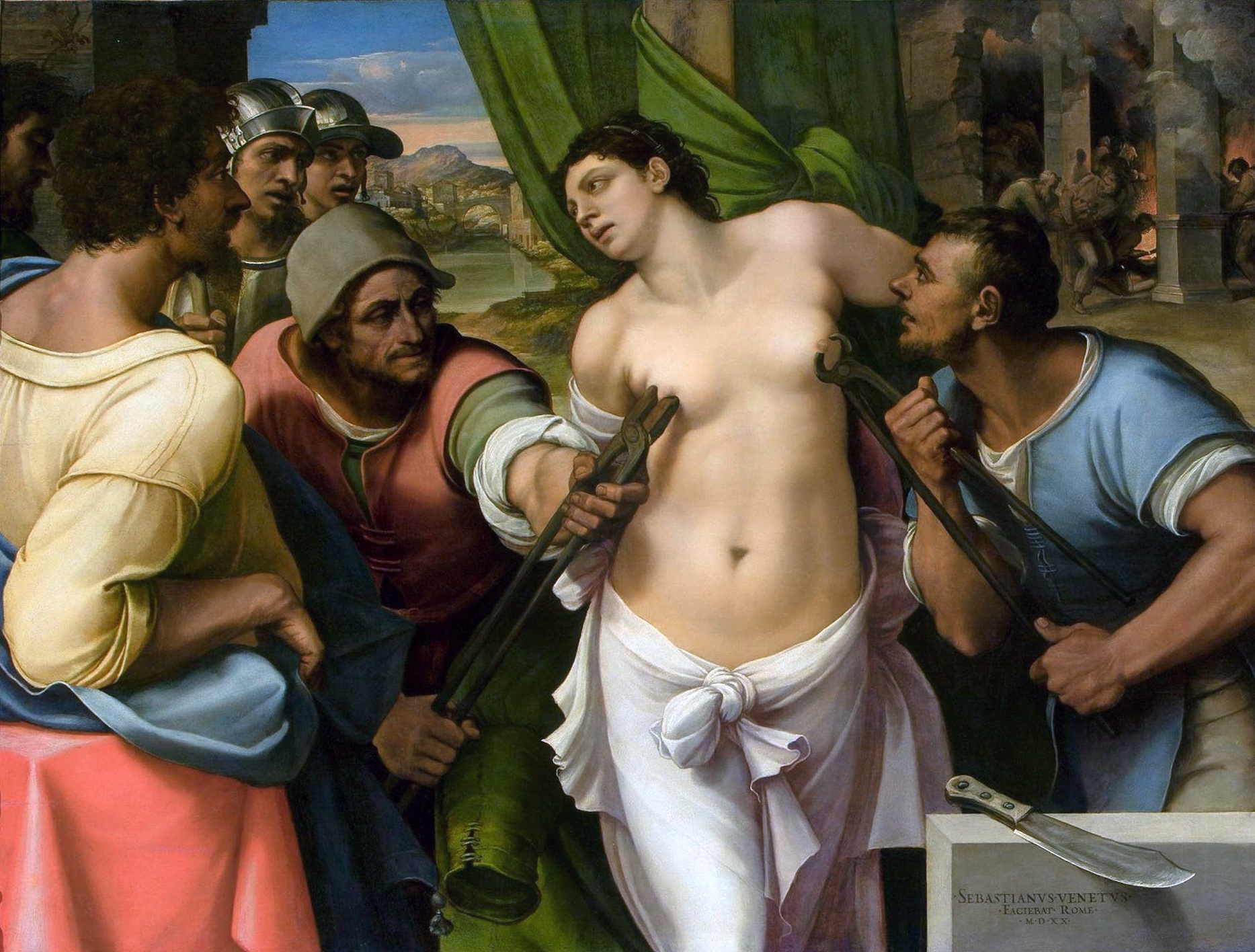
Le Martyre de sainte Agathe par Sebastiano del Piombo

« Déjà, enfant, nous dit Sacher-Masoch, j’avais pour le genre cruel une préférence marquée, accompagnée de frissons mystérieux et de volupté (...), je dévorais les légendes des saints et la lecture des tourments endurés par les martyrs me jetait dans un état fiévreux... » Sacher-Masoch en parle pour la première fois dans la Revue bleue.
Sainte Agathe de Catane, subit la torture des seins avec des tenailles. Dans les rapports masochistes festifs, il arrive souvent que le dominant pose des pinces sur les seins de son sujet. Un avatar de la torture des seins de sainte Agathe, et que le masochiste érotise. Le sacrifice de la douleur que sainte Agathe offre à Dieu. Le (la) masochiste le propose à celle ou celui qu’il ou elle a placé symboliquement au rang de Dieu.
Saint Sébastien est le patron des homosexuels. Pénétré par les flèches, « piercé ». Dans son livre, Lorène avoue sa fascination pour les nones et aussi pour le visage extasié de sainte Thérèse d'Avila
C’est ce visage extasié que l’on retrouve, souvent, dans les peintures des grands maîtres :
- Pierre Paul Rubens : Le rapt de Ganymède, visage extasié du bel adolescent Ganymède, « sous le masque de celui qui approuve tout (le constant "Yes man" selon Theodor Reik.
- Eugène Delacroix : La Mort de Sardanapale, La Barque de Dante ou Dante et Virgile aux Enfers, Les Scènes des Massacres de Scio.

### Chanson
- Matthieu Chedid : Faites-moi souffrir[169]
- La Vénus à la fourrure a inspiré une chanson du Velvet Underground, Venus in furs, composée par Lou Reed.
- Boris Vian : Fais-moi mal Johnny